# Ekspresjonizm ceglany

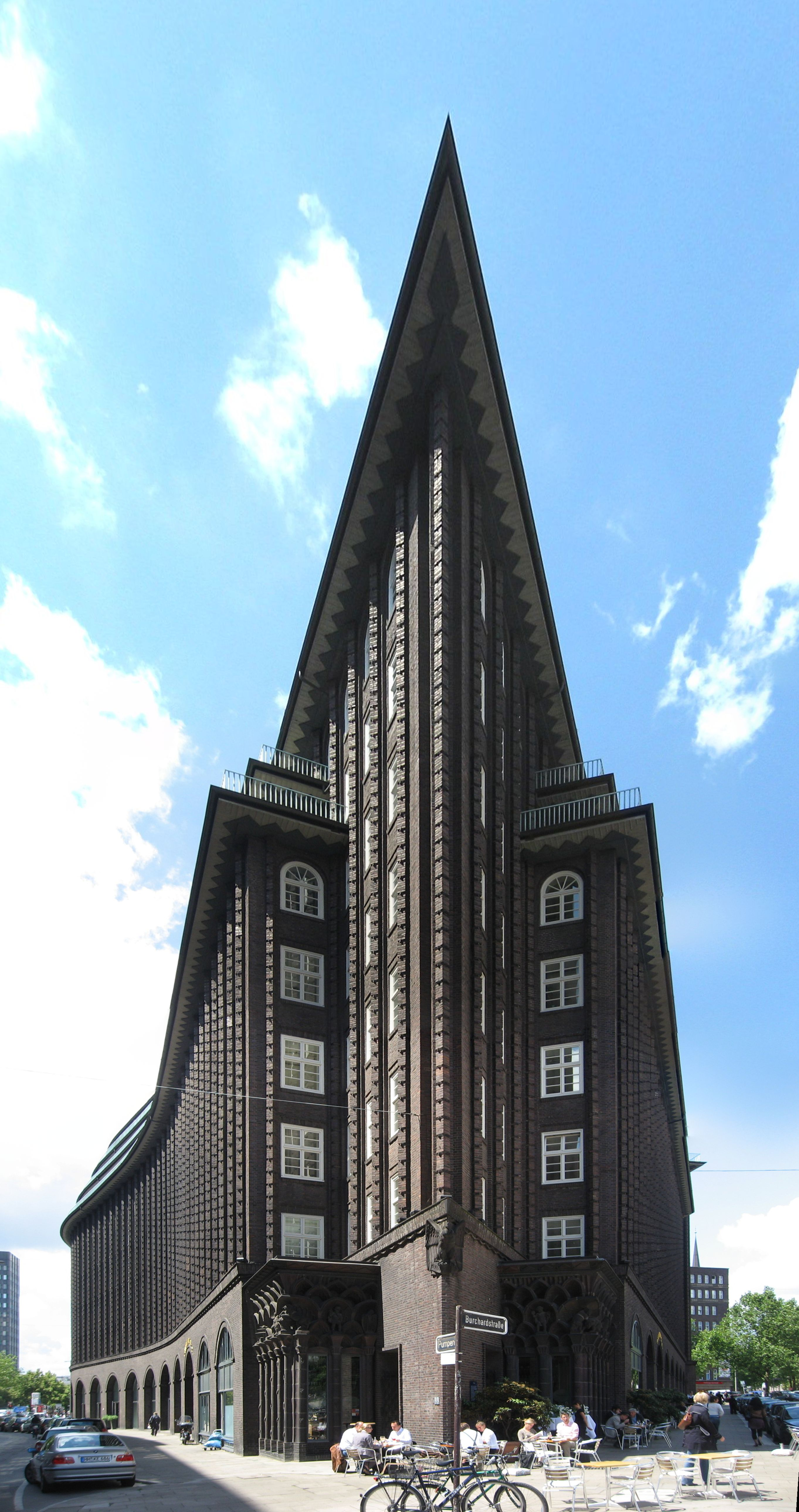
Chilehaus w Hamburgu

Ekspresjonizm ceglany (niem. Backsteinexpressionismus) – styl architektoniczny (odmiana ekspresjonizmu), w którym ceramika architektoniczna (cegły, płytki lub klinkier) jest głównym materiałem budowlanym i dekoracyjnym. Budynki w tym stylu wznoszono głównie w Niemczech w latach dwudziestych XX w.
Głównymi centrami tego stylu były większe miasta w północnych Niemczech i Zagłębiu Ruhry. Należała do niego również Szkoła Amsterdamska, której wpływy sięgały także na dalsze regiony. Ekspresję ceglanych elewacji wielokrotnie wykorzystywano również w późniejszych nurtach architektonicznych.

## Charakterystyka ekspresjonizmu ceglanego

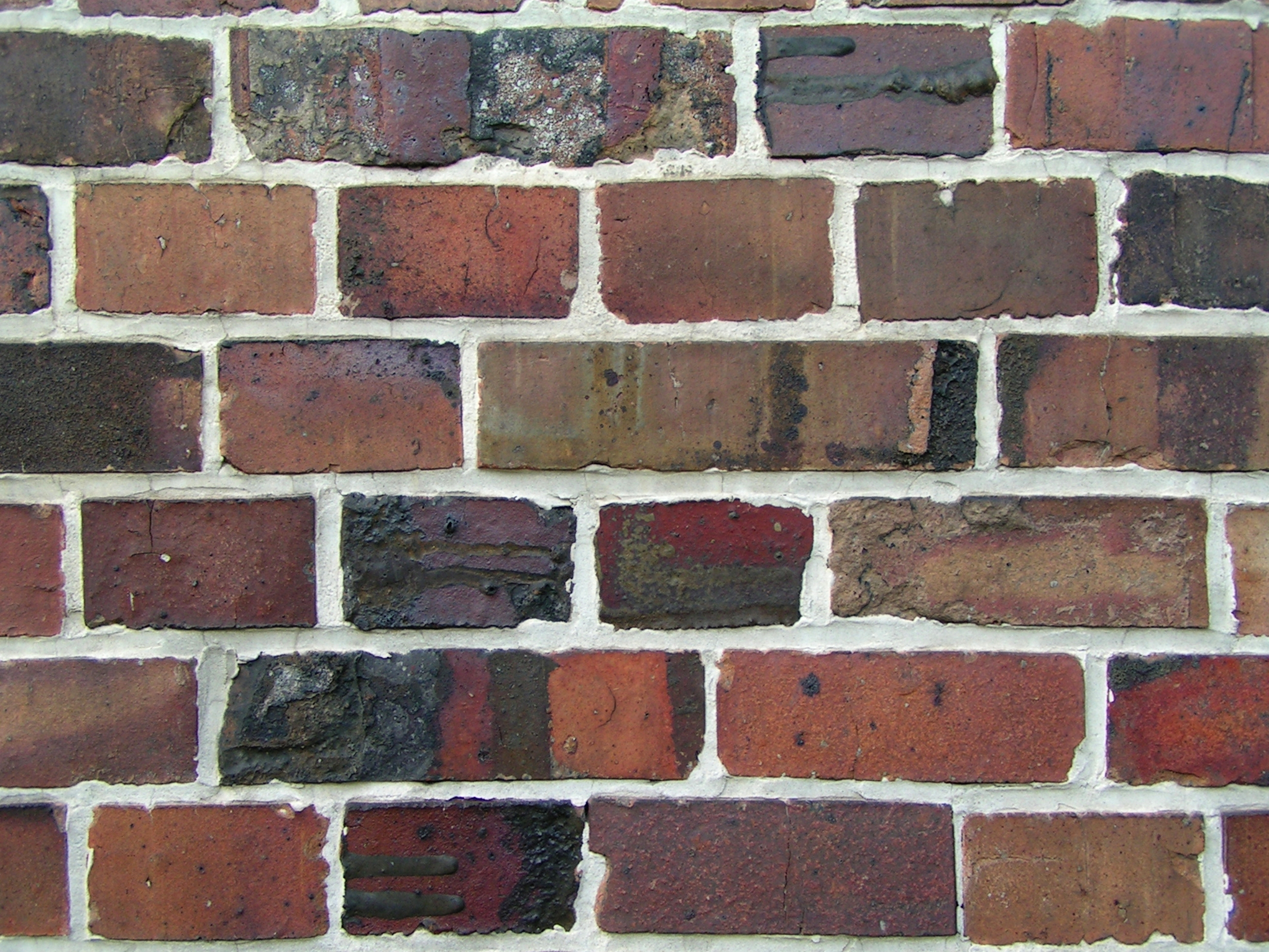
Cegły klinkierowe

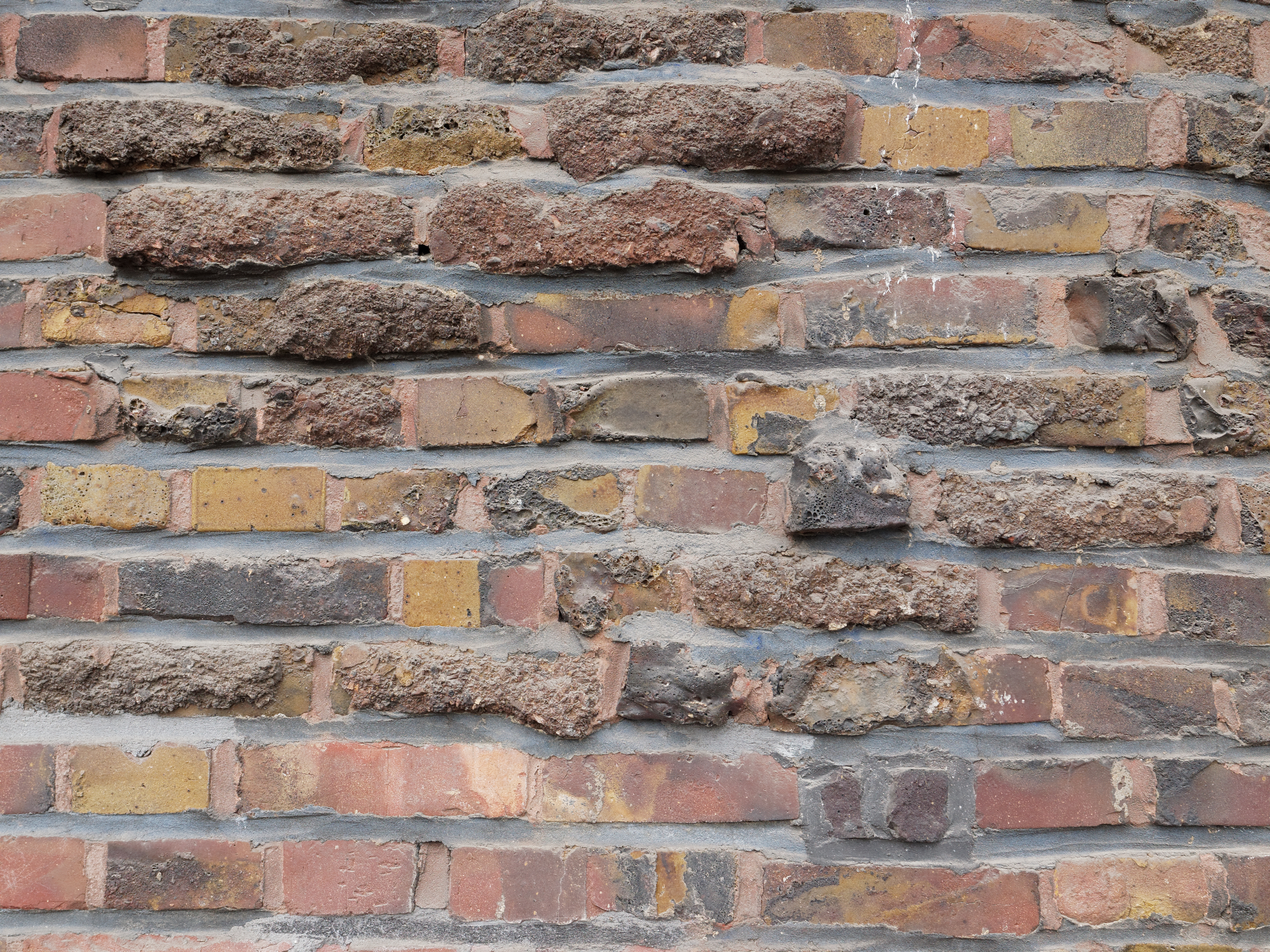
Detal elewacji, źle wypalony klinkier

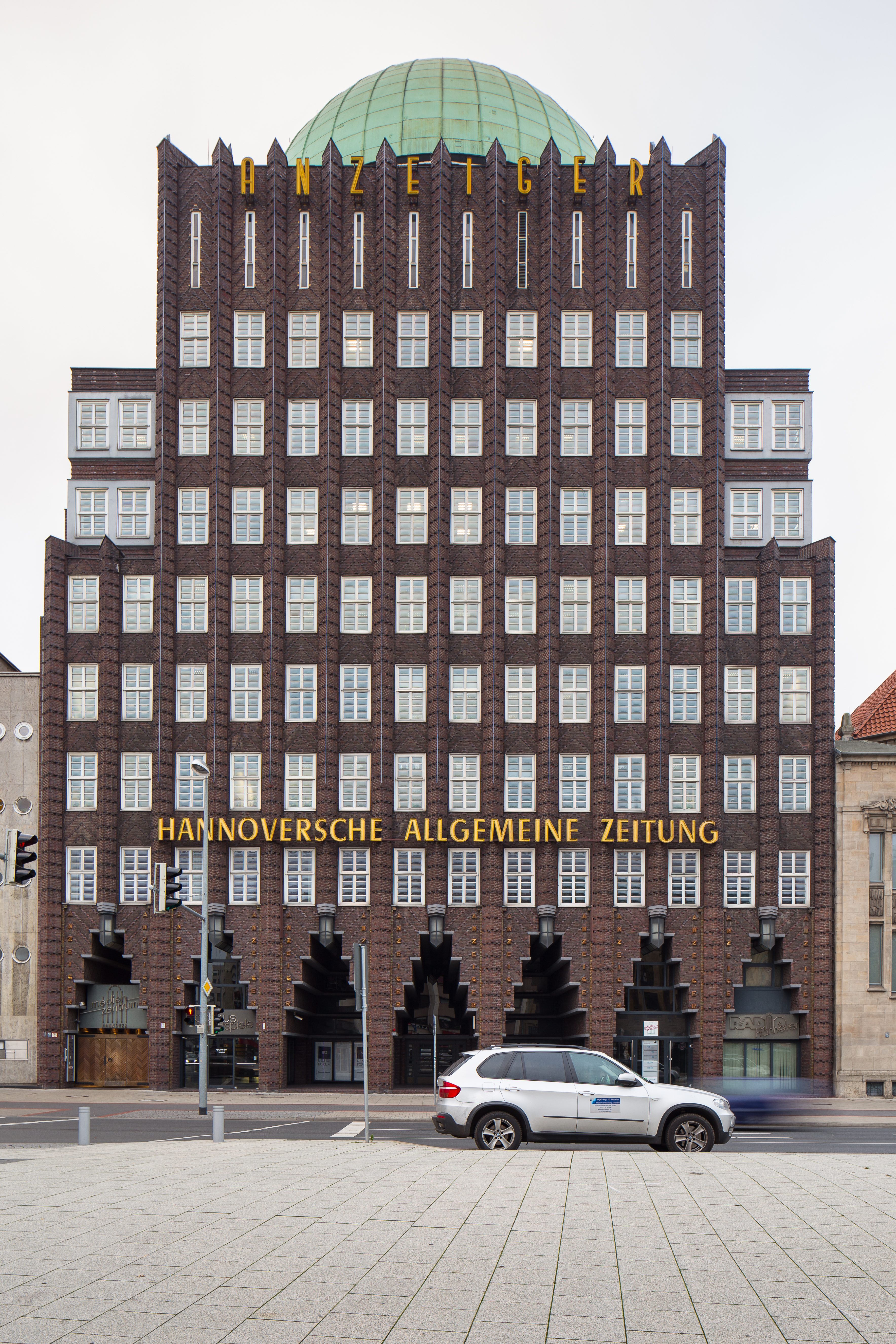
Anzeiger-Hochhaus w Hanowerze

Ceglany ekspresjonizm rozwijał się równocześnie z architekturą Bauhausu. Podczas gdy architekci z Bauhausu opowiadali się za usunięciem wszystkich ornamentów i elementów dekoracyjnych, ekspresjonistyczni architekci opracowywali charakterystyczne formy lub ozdoby, często stosując szorstkie, kanciaste lub spiczaste elementy. Miały wyrażać dynamikę epoki, jej intensywność i napięcie.
Najważniejszymi materiałami budowlanymi były cegły oraz klinkier. Mocno wypalona cegła klinkierowa była bardzo popularna, zwłaszcza na elewacjach. Materiał ten dobrze się sprawdzał w trudnych warunkach środowiskowych jakim podlegały budynki przemysłowe, zwłaszcza w Zagłębiu Ruhry. Jego charakterystyczna surowa powierzchnia i bogata paleta kolorów od brązowej przez czerwoną do fioletowej również przyczyniły się do popularności tego materiału.
Charakterystyczną cechą ekspresjonizmu ceglanego jest dynamika fasad, osiągnięta wyłącznie poprzez układanie cegieł we wzory, które ożywiają duże, monotonne, powierzchnie ścian. W niektórych przypadkach nawet źle wypalone cegły klinkierowe były używane jako elementy dekoracyjne ze względu na ich indywidualny wygląd. Cegły murowano w różnych układach i aranżacjach tworząc bogaty repertuar dekoracji. Poziome rzędy cegieł wykonane z naprzemiennie wysuniętych i zagłębionych warstw, np. w Hans-Sachs-Haus w Gelsenkirchen (1927), są kolejną charakterystyczną cechą ekspresjonizmu ceglanego.
Elewacje były dodatkowo dekorowane rzeźbami wykonanymi z cegieł klinkierowych lub ceramiki. Przedstawicielami tej formy sztuki byli m.in. Richard Kuöhl i Ernst Barlach.
Czasami stosowano elementy z innych stylów architektonicznych, które przekładano na ceglane formy. W Chilehaus zaprojektowanym przez Fritza Högera dominuje estetyka Art déco, a Anzeiger-Hochhaus w Hanowerze nawiązuje do architektury orientalnej. Ceglany ekspresjonizm wytworzył także własne, często osobliwe formy, takie jak Parabel-Kirchen (kościoły paraboliczne), np. Heilig-Kreuz-Kirche (kościół Świętego Krzyża) w Gelsenkirchen.

## Przykłady

### Północne Niemcy

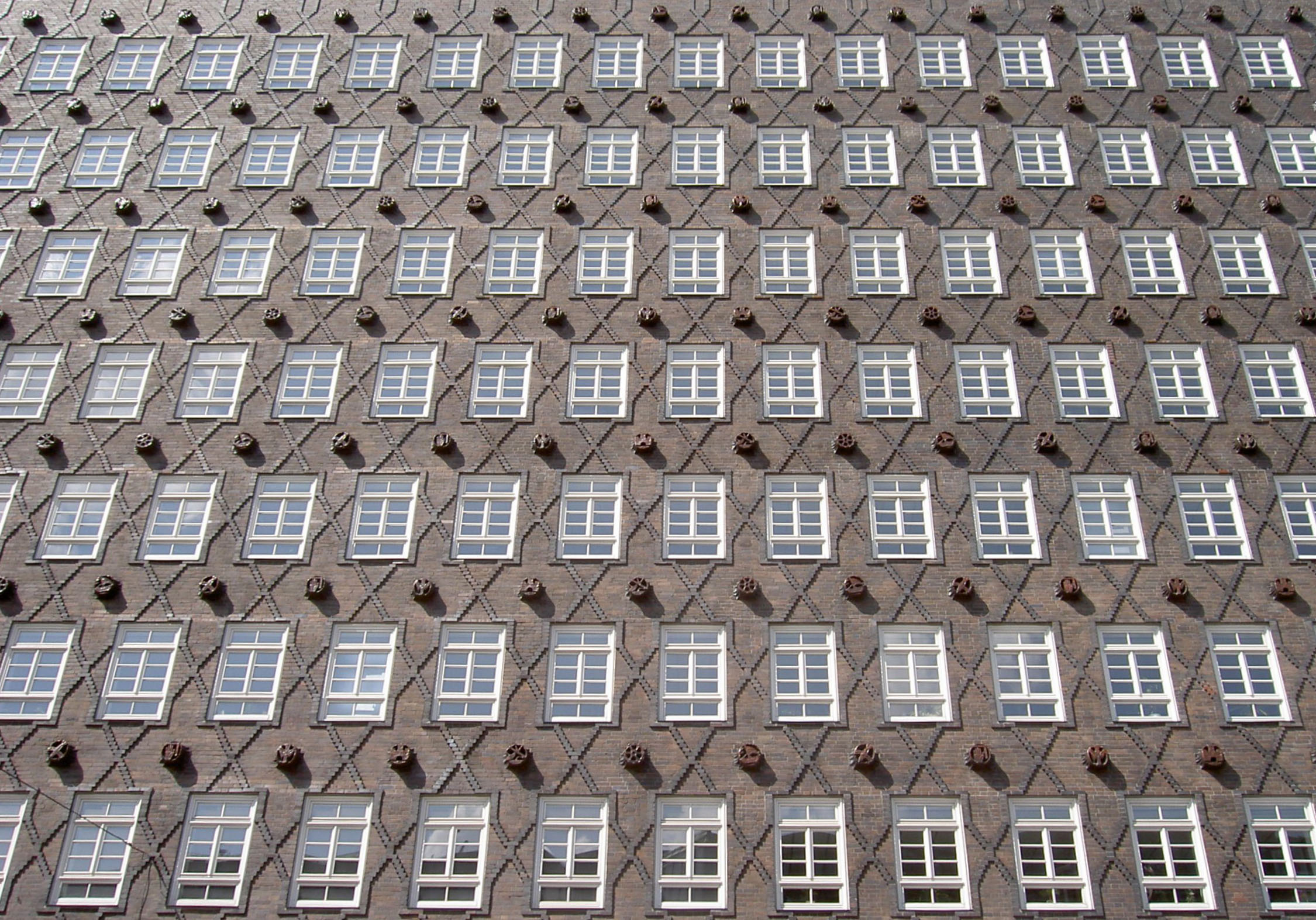
Sprinkenhof w Hamburgu

W Hamburgu znajduje się wiele przykładów ekspresjonizmu ceglanego. Fritz Höger wyznaczył nowe standardy projektując Chilehaus z wyraźnymi, wertykalnymi podziałami elewacji i swobodnym wykorzystaniem materiału. Inne przykłady to sąsiedni kompleks Sprinkenhof, Broschek-Haus, biurowiec Leder-Schüler i fabryka papierosów Haus Neuerburg.
Do północnoniemieckich przedstawicieli ekspresjonizmu ceglanego należał Fritz Schumacher, projektant licznych budynków użyteczności publicznej w Hamburgu, takich jak deputacja finansowa na Gänsemarkt czy krematorium na cmentarzu Ohlsdorf oraz licznych szkół, m.in. w Volksdorf i w Jarrestadt.
Także w Hanowerze znajduje się wiele budynków w tym stylu. Oprócz Anzeiger-Hochhaus, są to m.in. dawne biura firmy Hansa Poelziga oraz budynki mieszkalne projektu Karla Elkarta, który zrealizował całe kwartały w południowej części miasta. Elkart zajmował się także budynkami użyteczności publicznej. Zaprojektował m.in. szkoły, bibliotekę miejską i warsztaty Teatru Państwowego Dolnej Saksonii.
Szczególnymi przykładami ekspresjonizmu ceglanego są budynki przy Böttcherstrasse w Bremie, zaprojektowane przez Bernharda Hoetgera oraz ratusz w Wilhelmshaven projektu Fritza Högera. W tym stylu wzniesiono także mosty podnoszone nad Kanałem Nadbrzeżnym w Oldenburgu: Cäcilienbrücke i Amalienbrücke (zastąpiony nową konstrukcją w 1980).

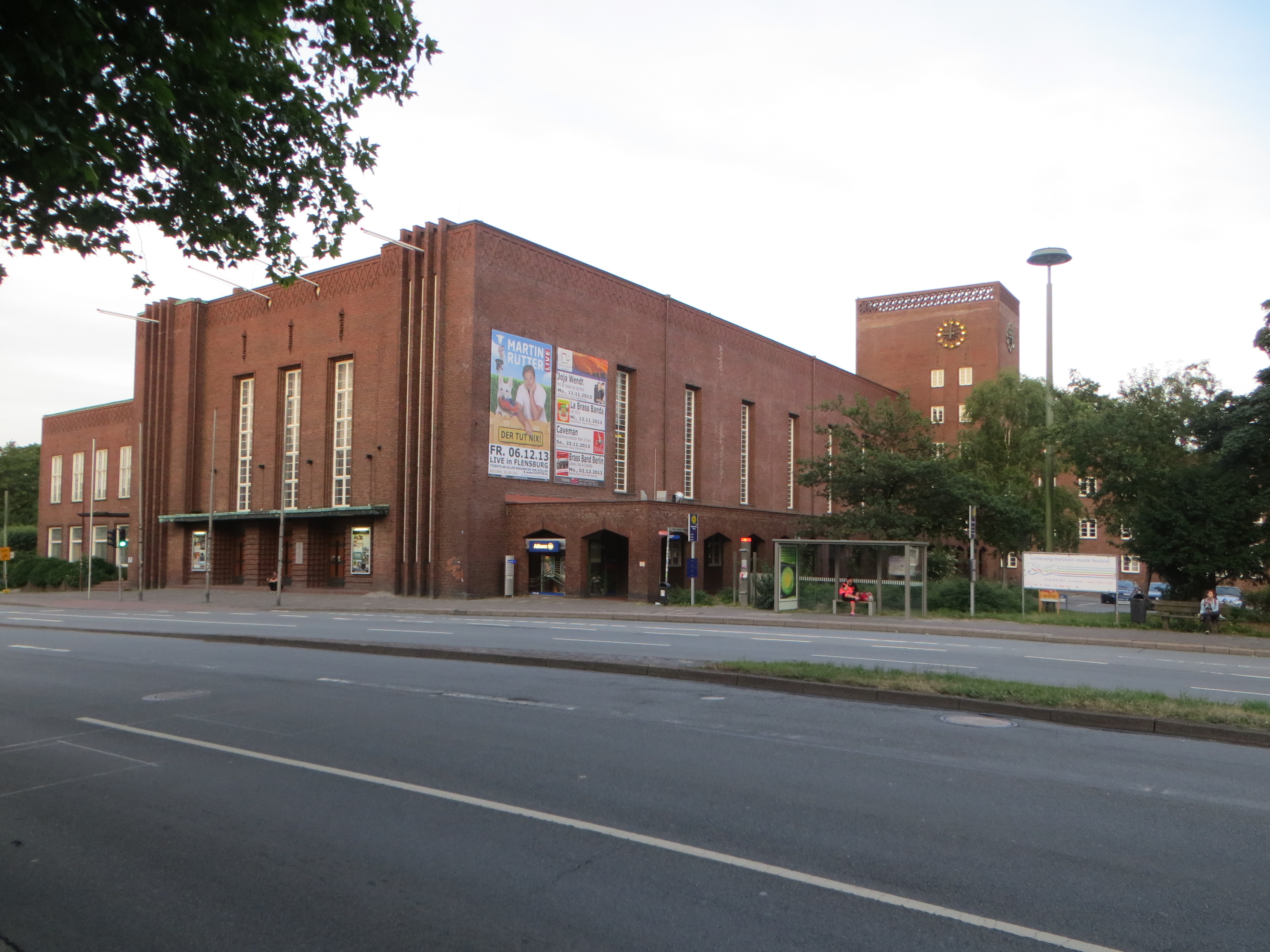
Deutsches Haus we Flensburgu (1927–1930)
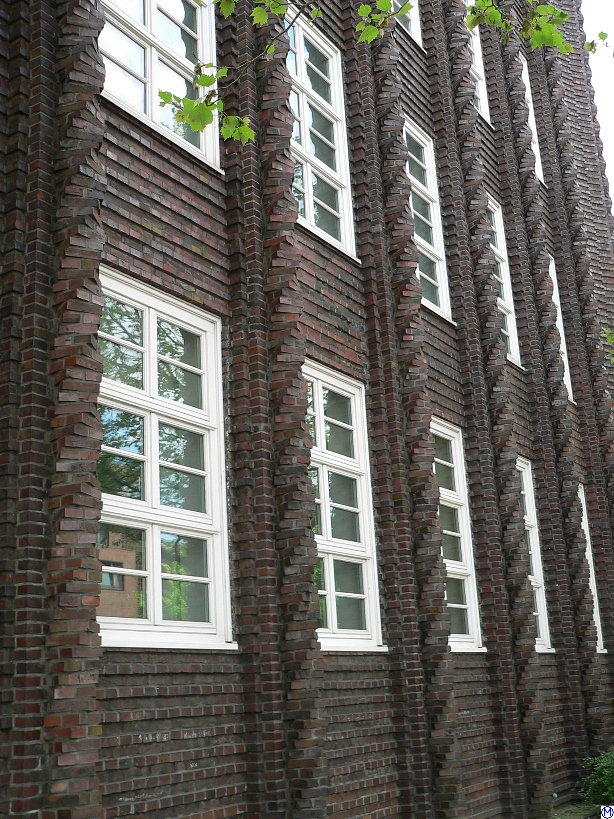
Fabryka papierosów Haus Neuerburg w Hamburgu
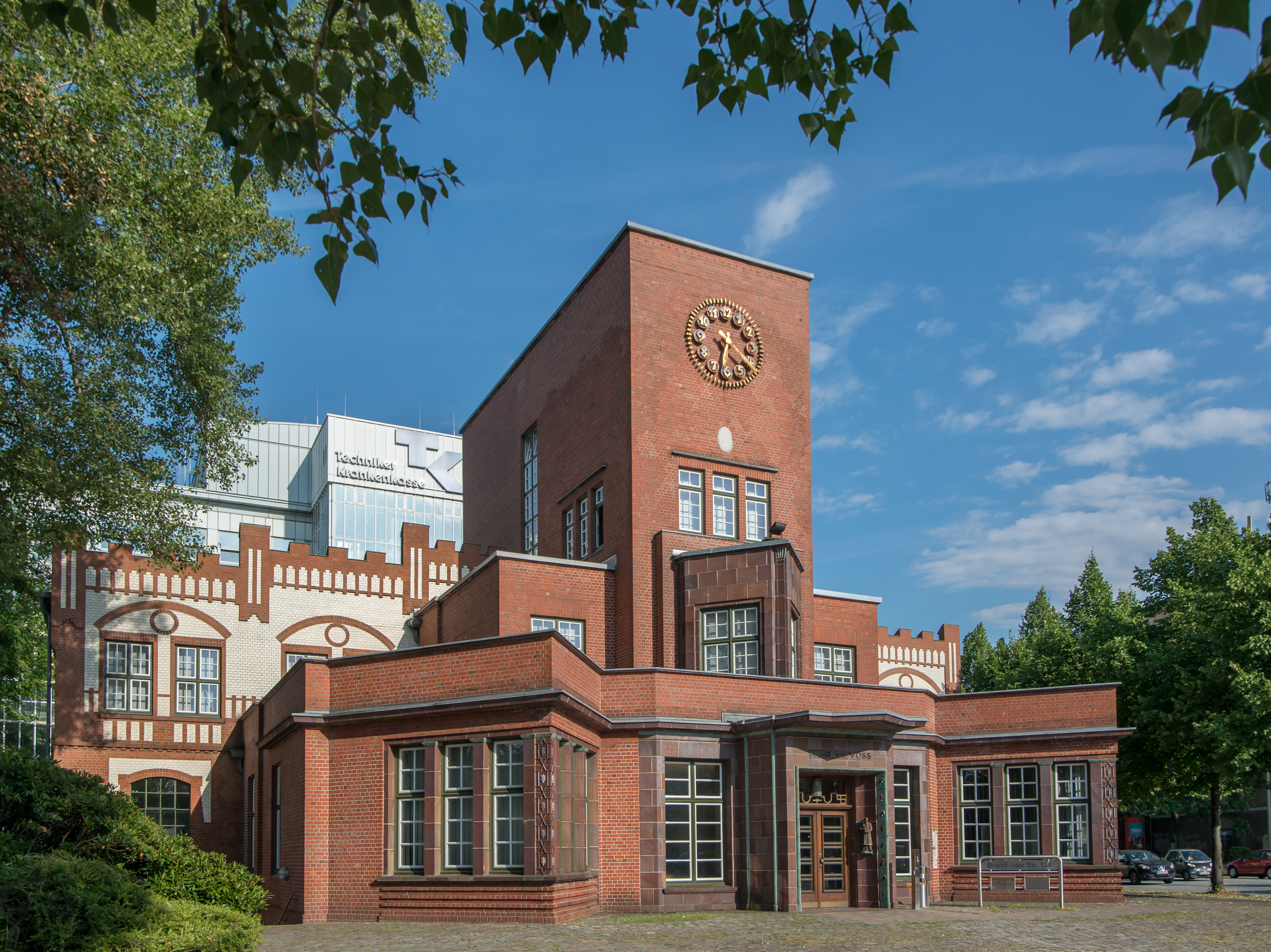
Fabryka margaryny Voss w Hamburgu-Barmbek
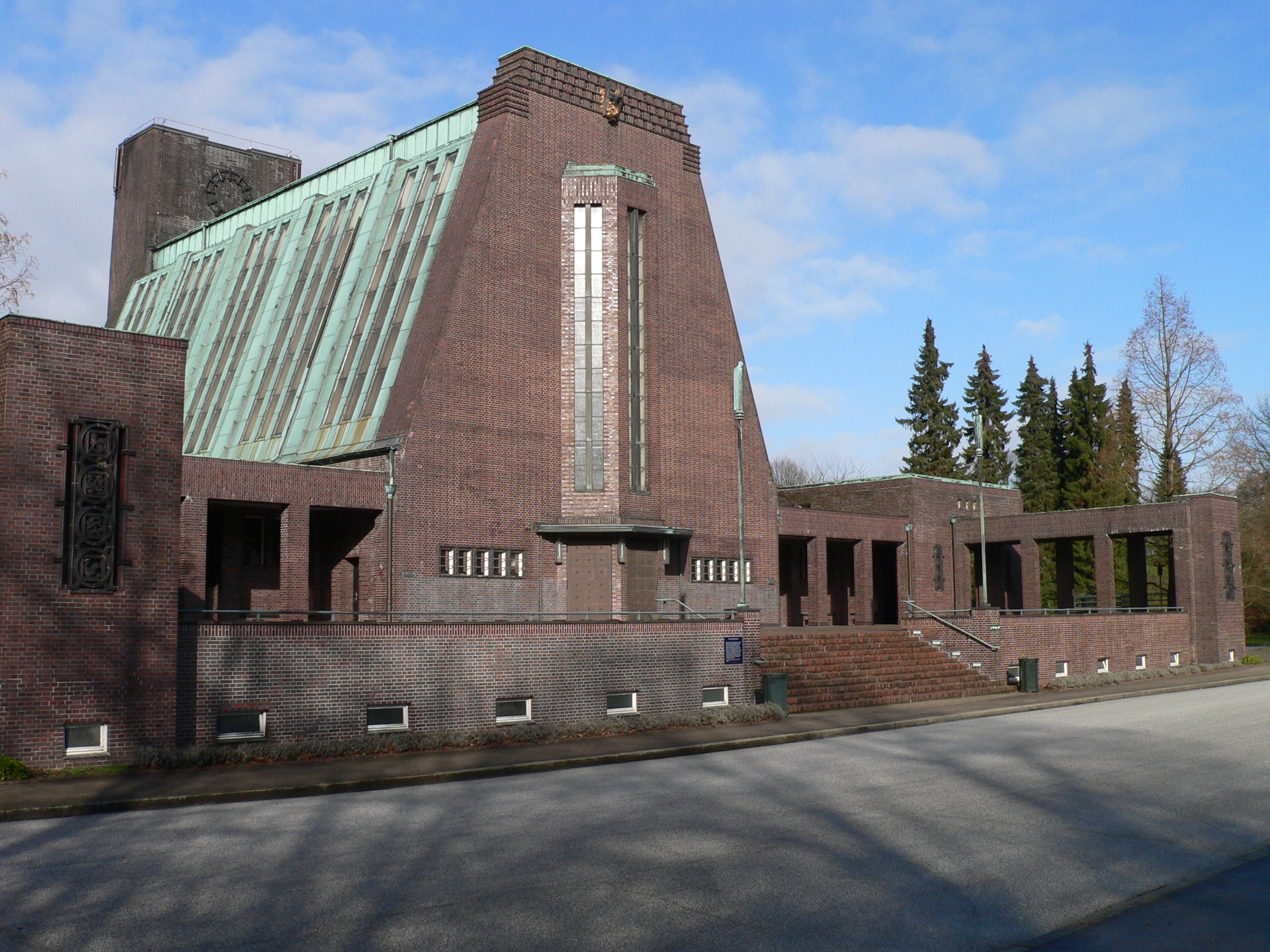
Krematorium na cmentarzu Ohlsdorf
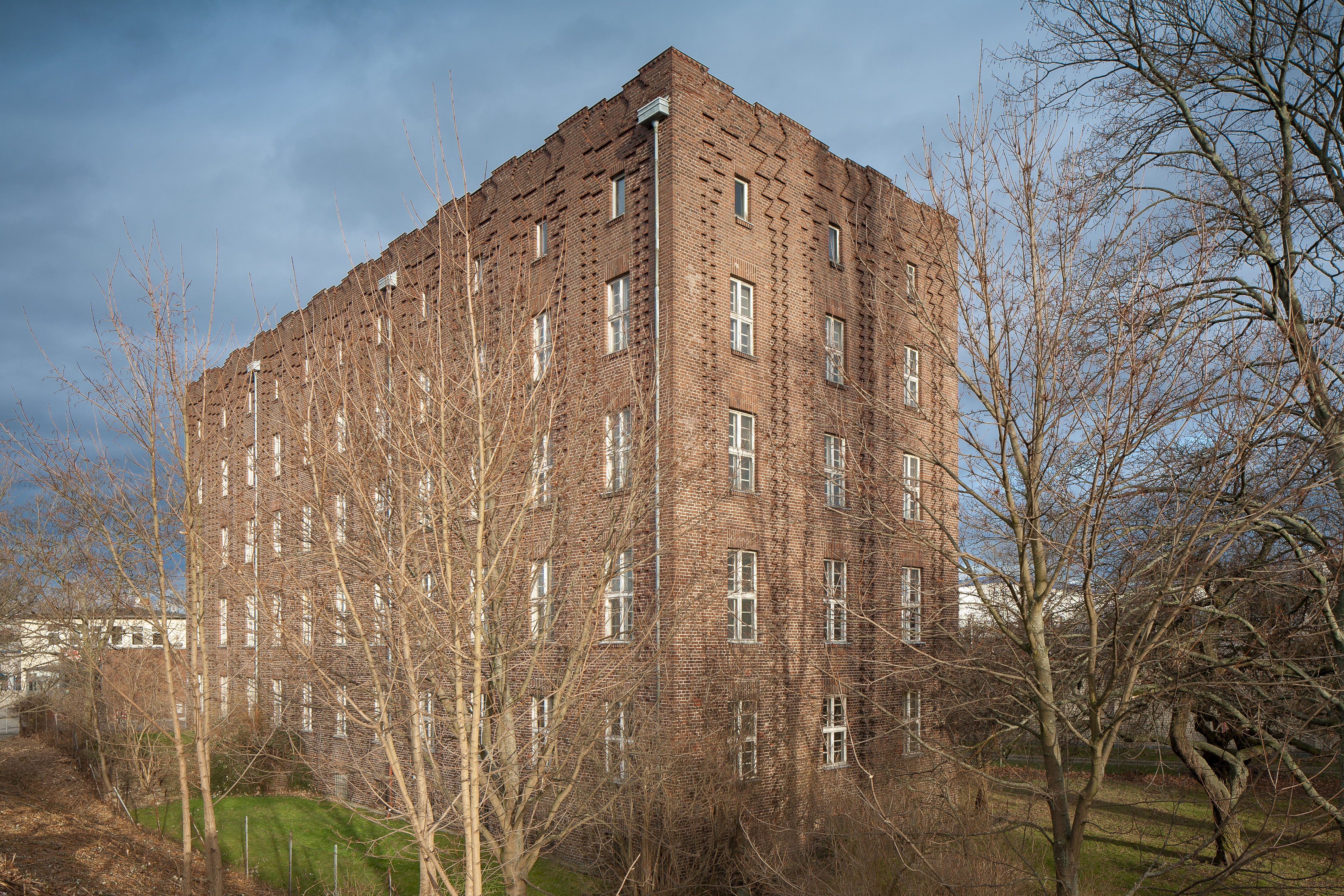
Biurowiec w Hanowerze, proj. Hans Poelzig
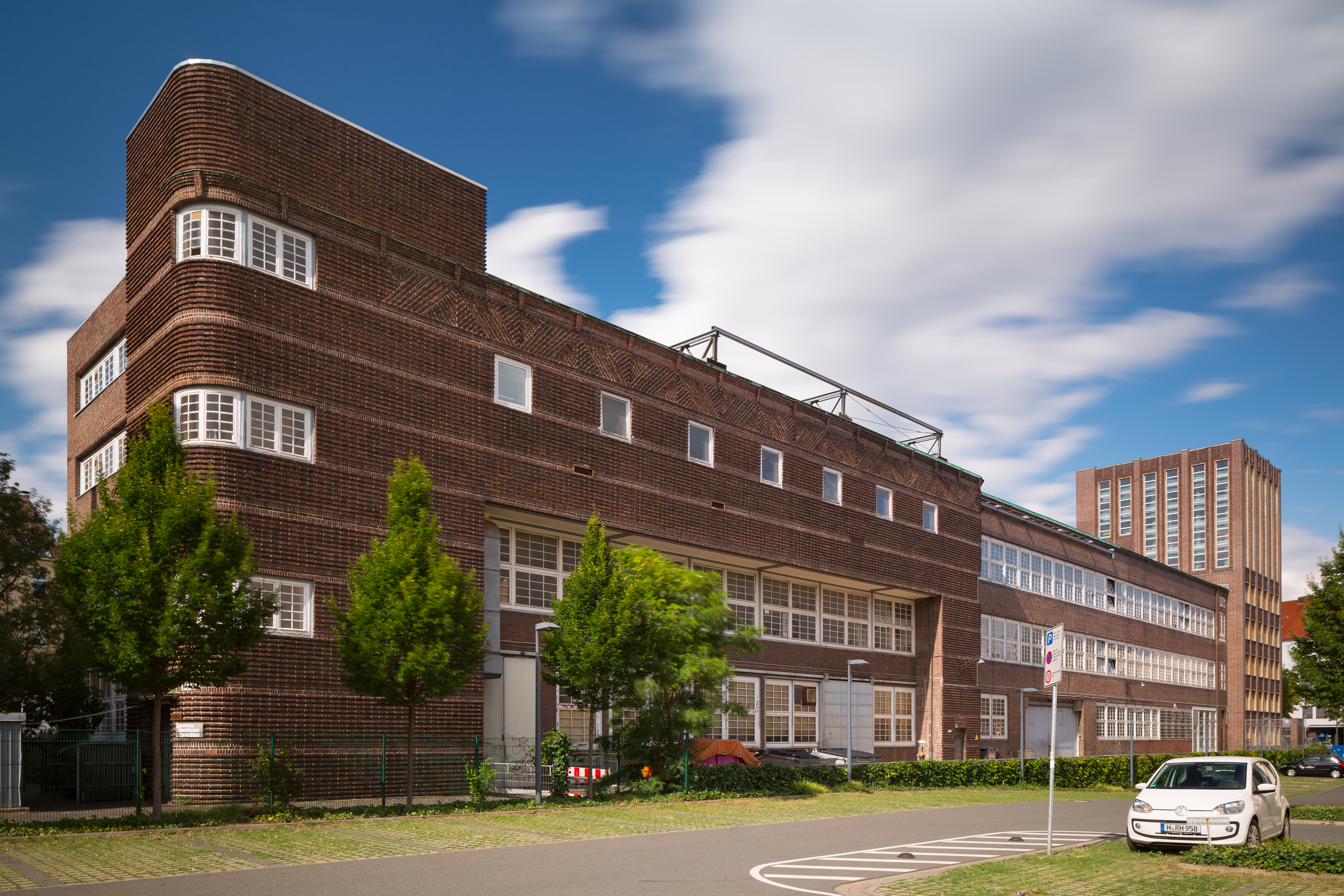
Warsztaty sceniczne teatru i wieża biblioteki miejskiej w Hanowerze
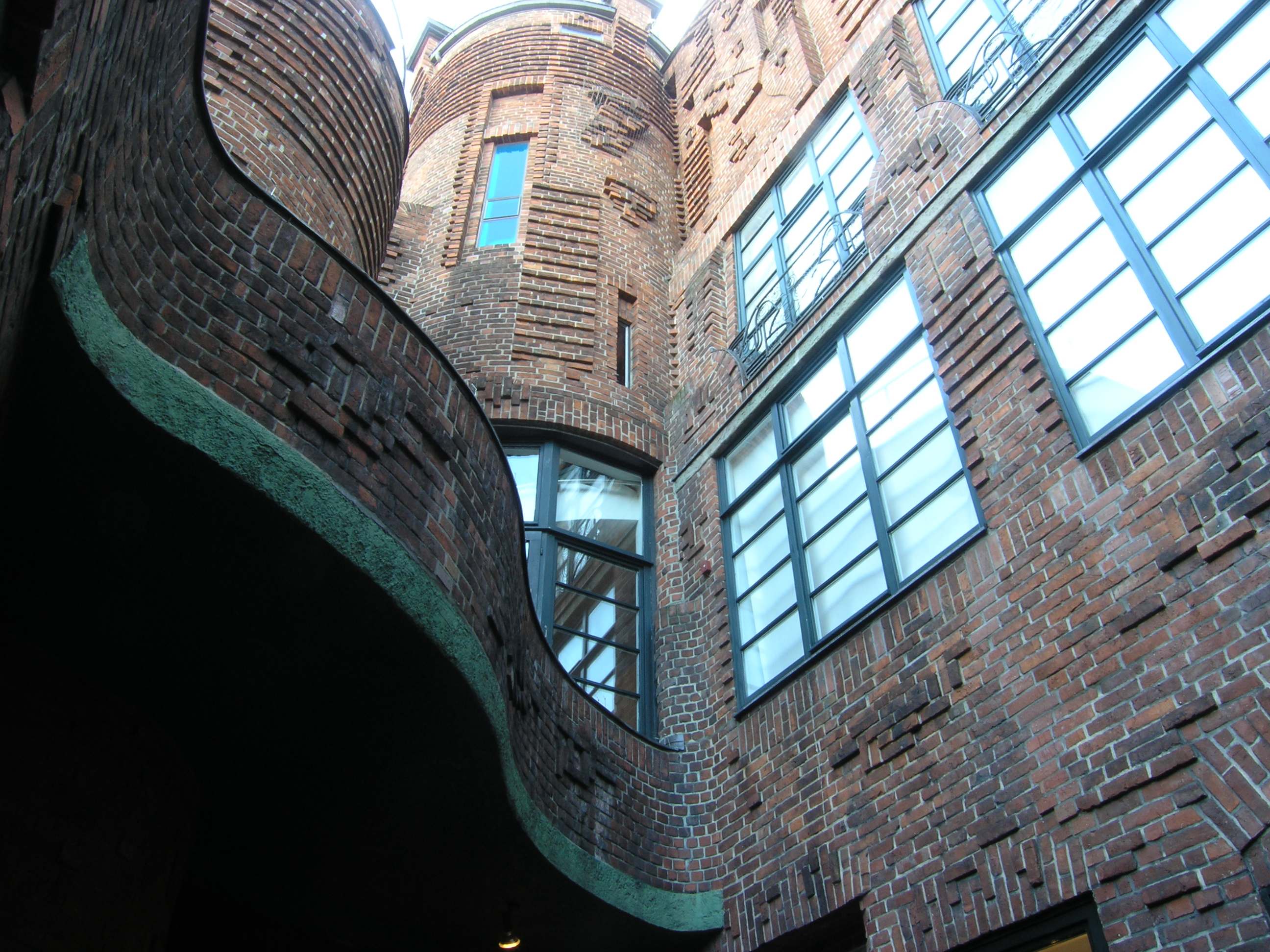
Böttcherstraße w Bremie
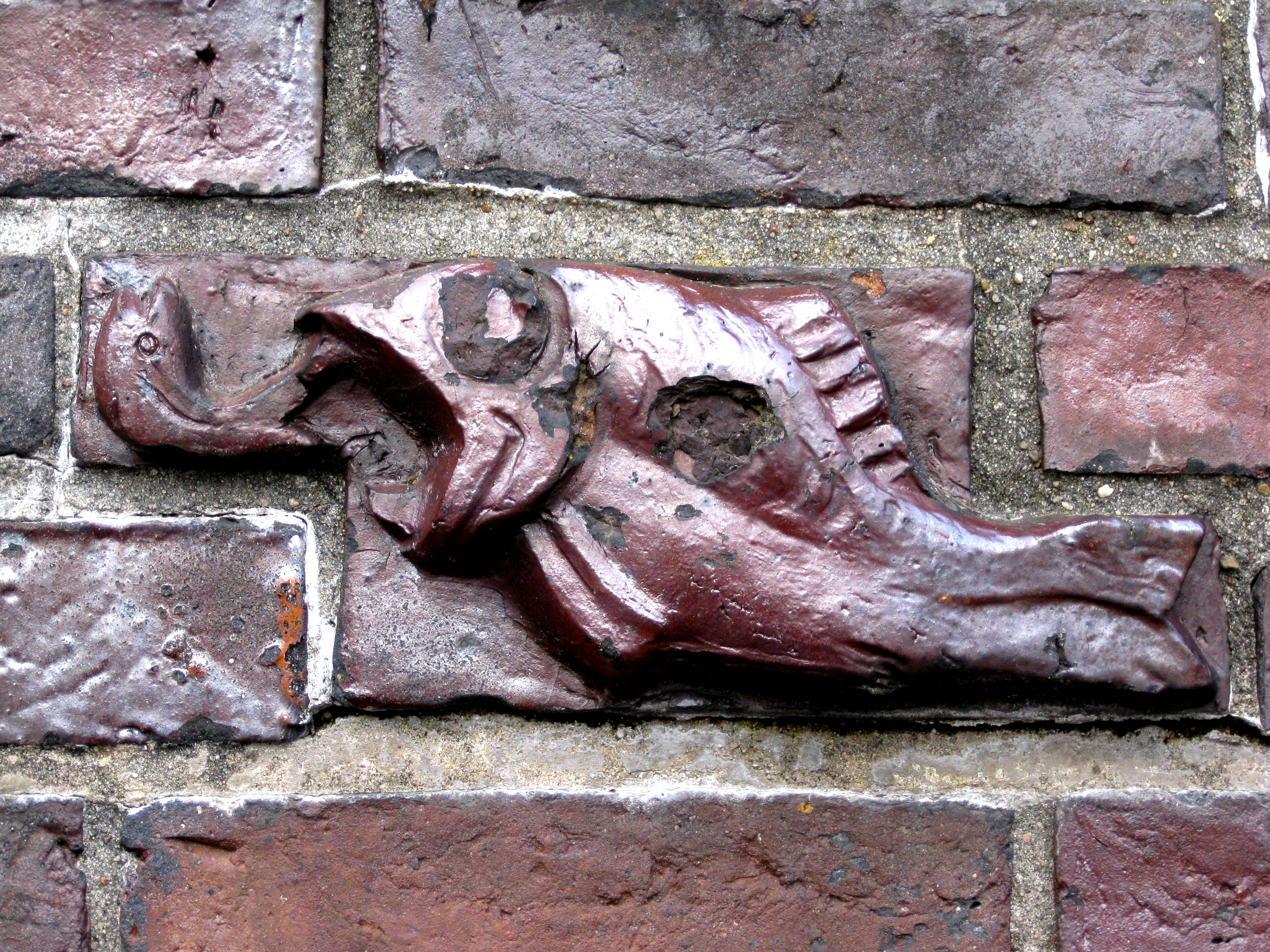
Detal pomnika w Bremerhaven-Geestemunde
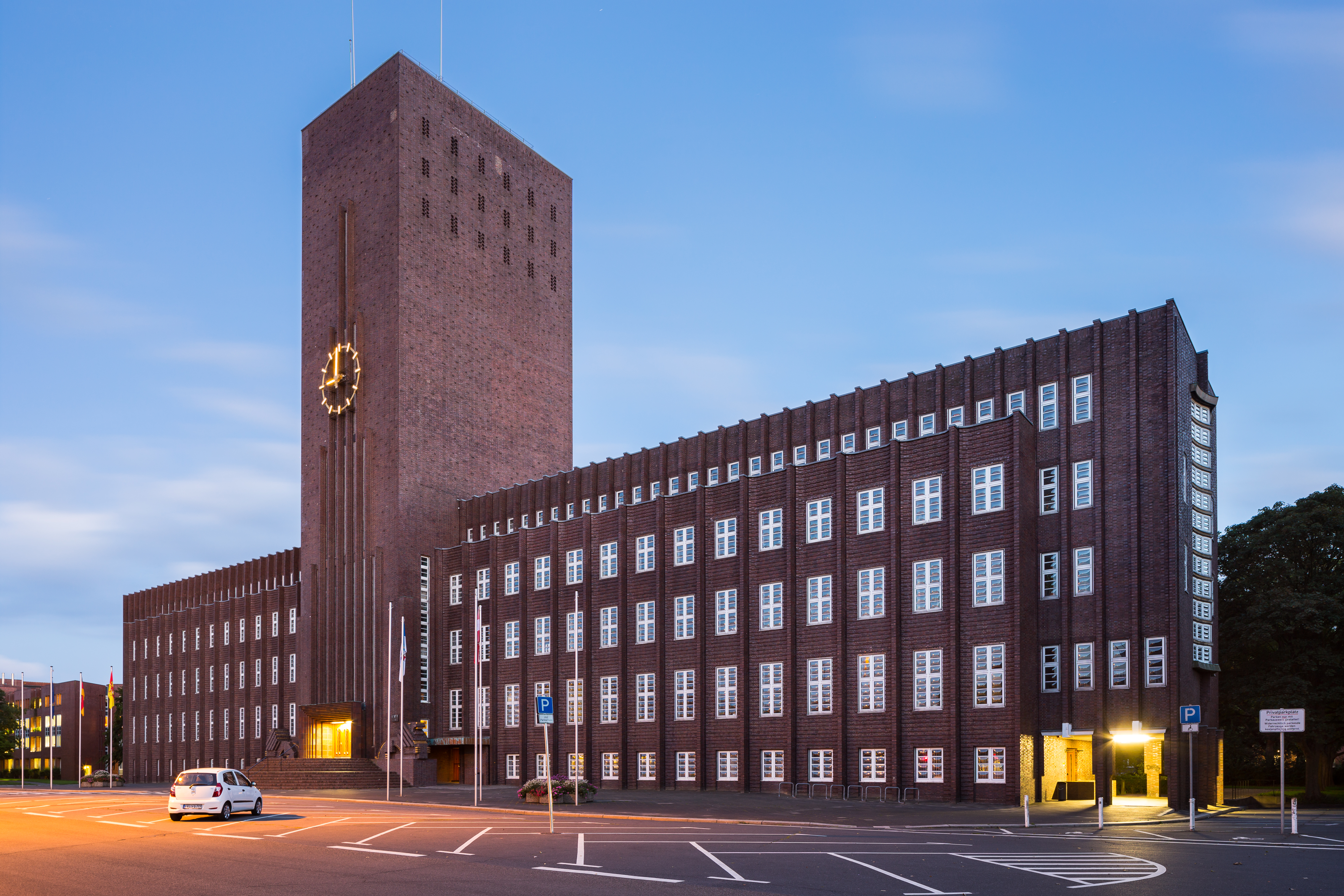
Ratusz w Wilhelmshaven
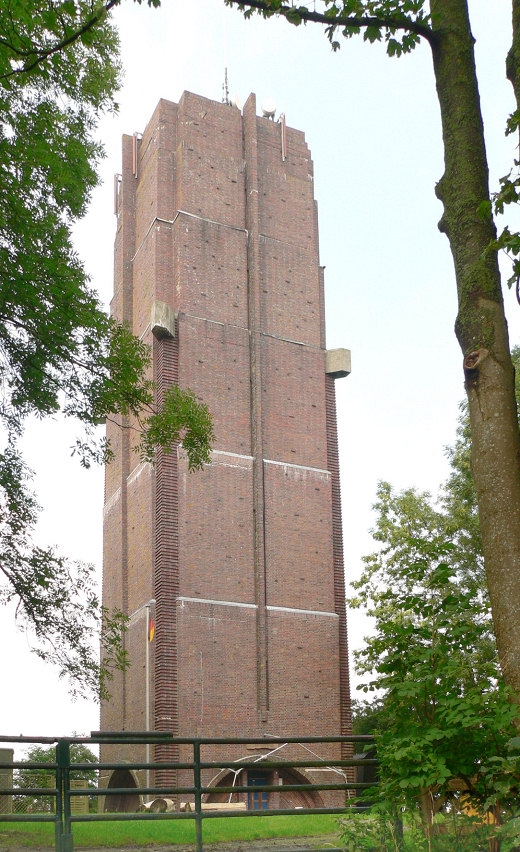
Wieża ciśnień w Hohenkirchen (Wangerland)
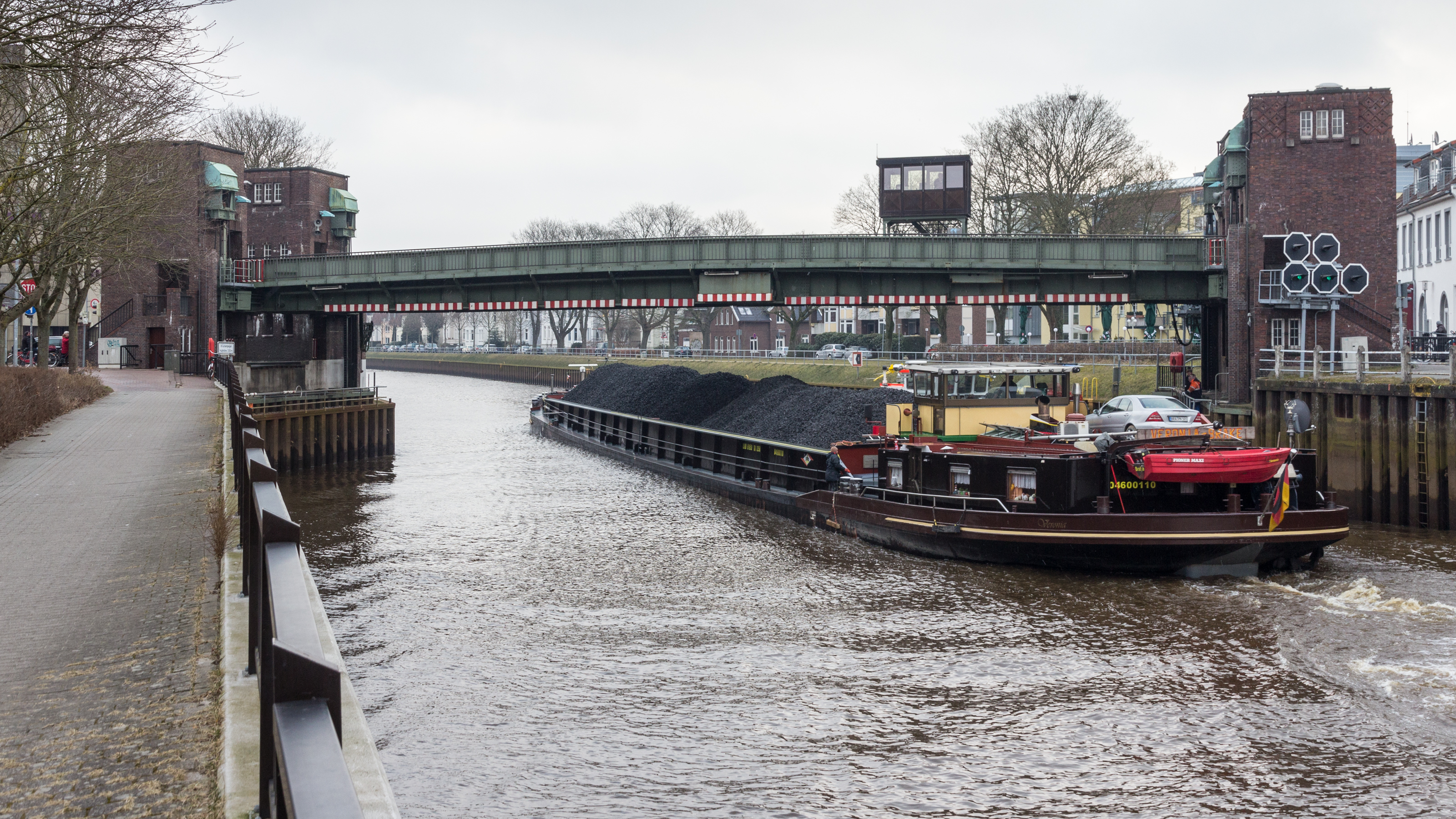
Most podnoszony w Oldenburgu
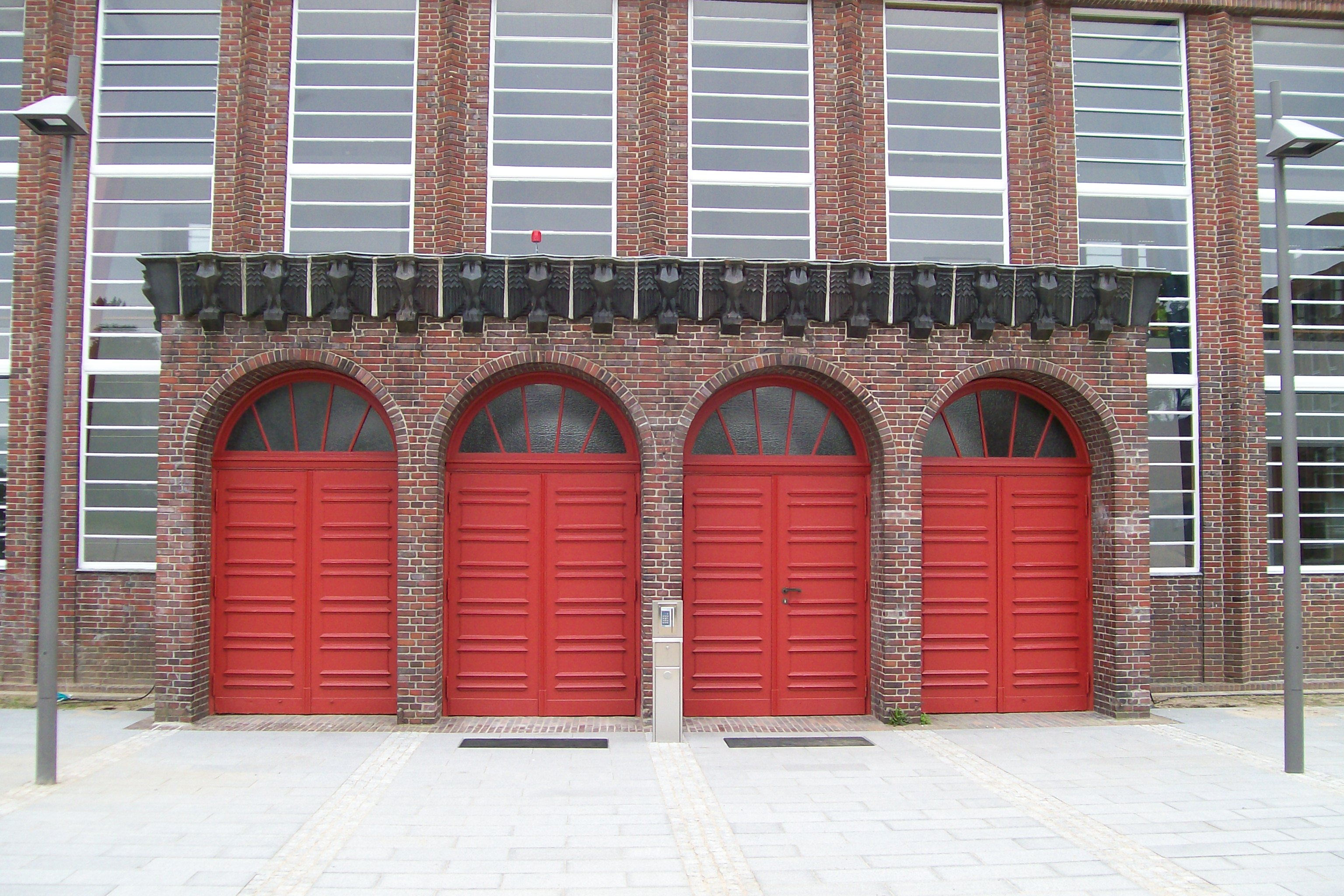
Holstentorhalle w Lubece
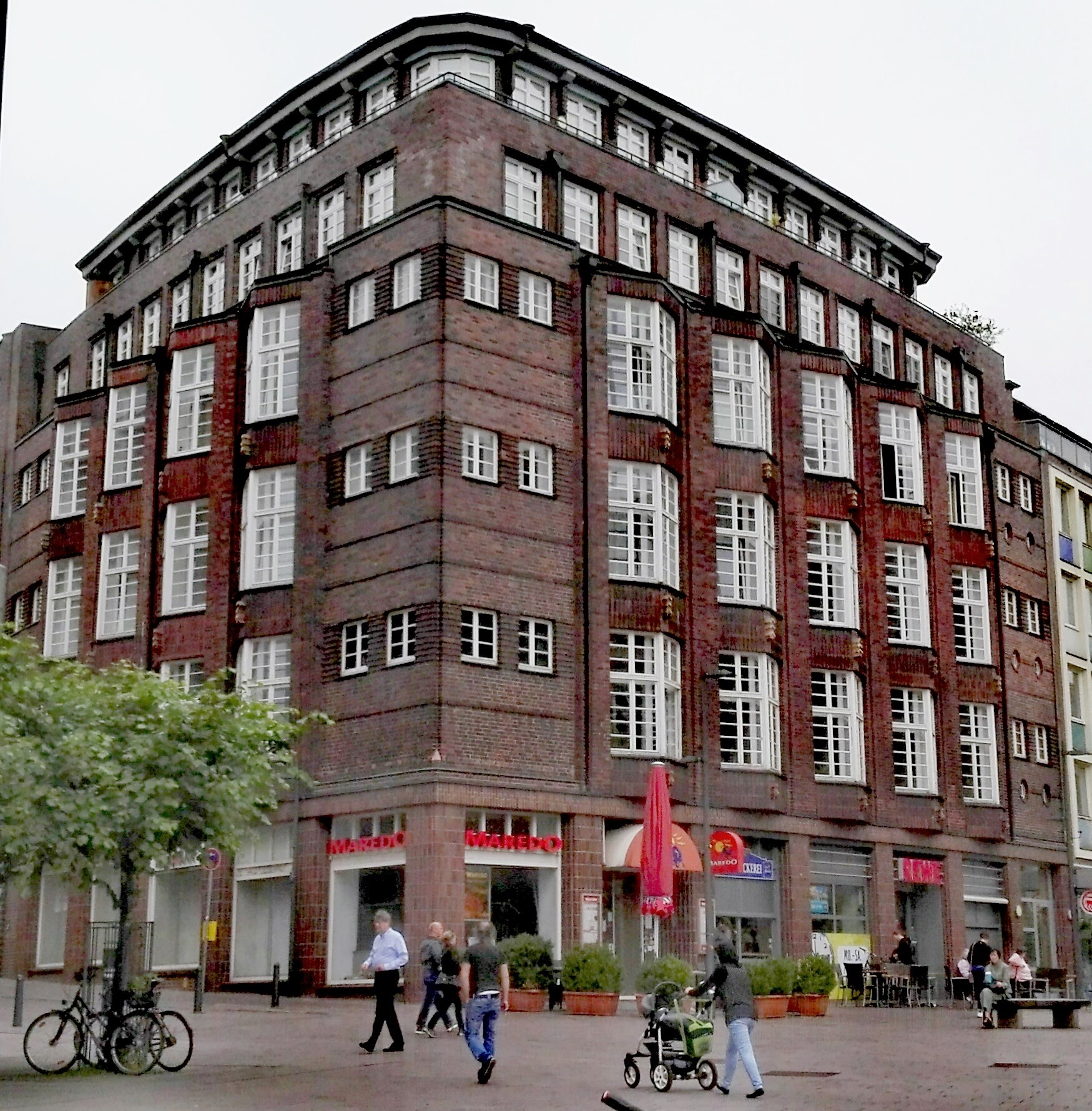
Dom handlowy w Lubece

### Zagłębie Ruhry
Ekspresjonizm ceglany był bardzo popularny w regionie Ren-Ruhra, gdzie stał się stylem quasi-regionalnym. Ceglane ściany dobrze znosiły trudne warunki przemysłowe i umożliwiały uzyskanie harmonijnych i różnorodnych elewacji przy stosunkowo niewielkim nakładzie pracy. Mocno wypalony klinkier był kosztowny, dlatego wiele budynków projektowano z częściowo klinkierowymi i częściowo tynkowanymi fasadami.
W Zagłębiu Ruhry wzniesiono w tym stylu wiele obiektów, zarówno przemysłowych (hale produkcyjne, budynki administracyjne, wieże ciśnień itp.), mieszkalnych, jak i reprezentacyjnych (ratusze, urzędy pocztowe, kościoły i kamienice itp.).
Ważnym budynkiem jest Hans-Sachs-Haus w Gelsenkirchen, zaprojektowany przez Alfreda Fischera jako budynek wielofunkcyjny, ale później wykorzystany jako ratusz. Posiada cechy zarówno ekspresjonizmu, jak i modernizmu – stosunkowo prostą ceglaną fasadę i zaokrąglone narożniki.
W Gelsenkirchen znajduje się główne dzieło Josefa Franke – kościół Świętego Krzyża (zdesakralizowany w 2007 r.). Sklepienie kościoła ma formę wysokiej paraboli. Na szczycie kwadratowej wieży znajduje się ceglana figura Chrystusa.
Inne przykłady z Zagłębia Ruhry to komenda policji, Bert-Brecht-Haus i ratusz w Oberhausen, budynek administracyjny Regionalnego Stowarzyszenia Zagłębia Ruhry (Regionalverband Ruhr) w Essen, budynek administracyjny Bogestry i komenda policji w Bochum, a także oddział chirurgii dziecięcej w szpitalu miejskim w Dortmundzie. Szczególny przykład znajduje się w Kamp-Lintfort nad Dolnym Renem. W latach 1920–1924 wybudowano tam 14 domów bliźniaczych dla urzędników kopalni węgla kamiennego Friedrich Heinrich. Przykładami ekspresjonizmu ceglanego w Düsseldorfie są zespół budynków Ehrenhof, Wilhelm-Marx-Haus i budynki mieszkalne przy Kaiserswerther Straße, Uerdinger Straße (Haus Rheinpark), Cecilienallee, Lützowstraße i Golzheimer Platz.

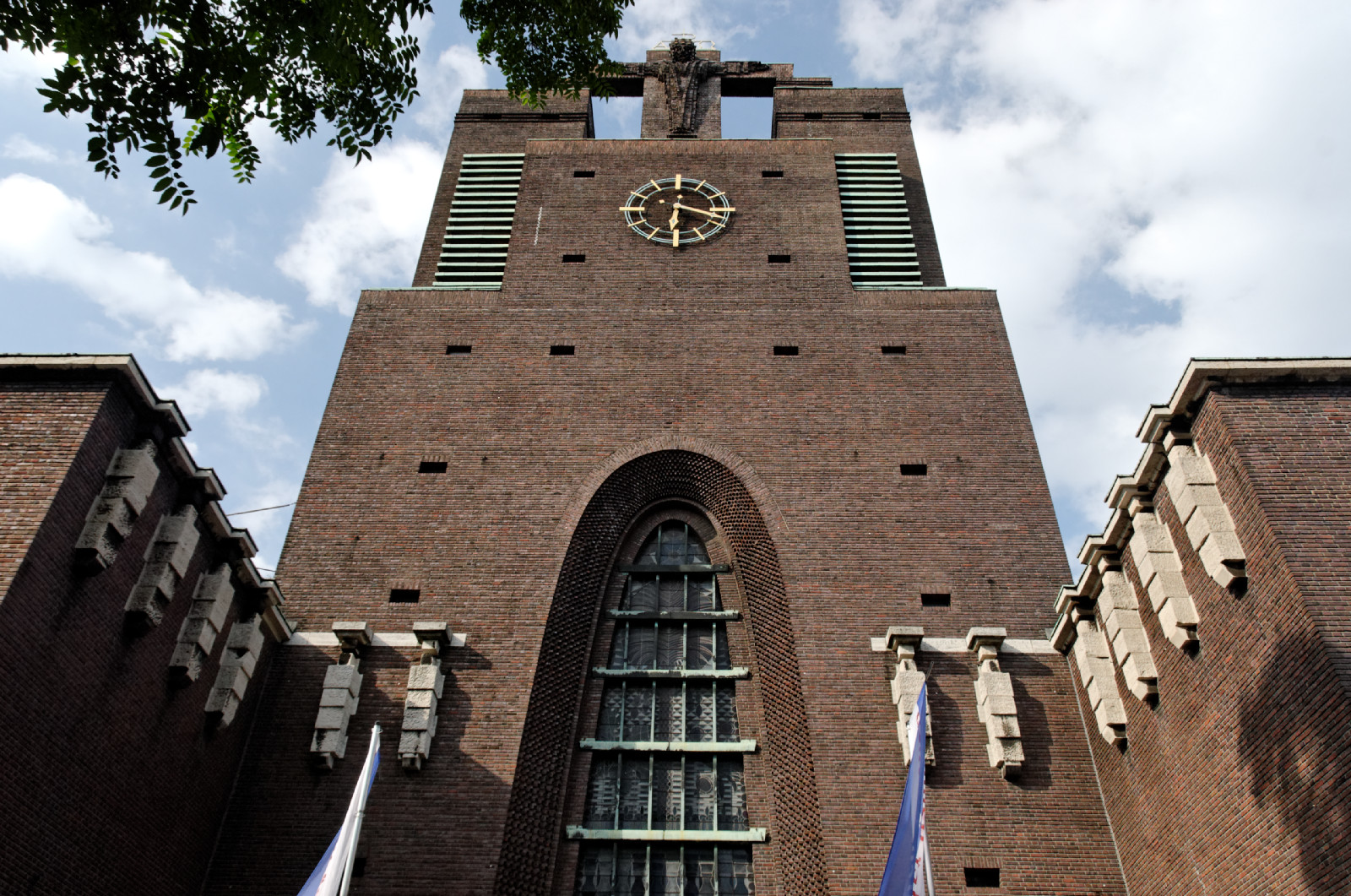
Kościół Świętego Krzyża w Gelsenkirchen-Ückendorf (1927–1929)
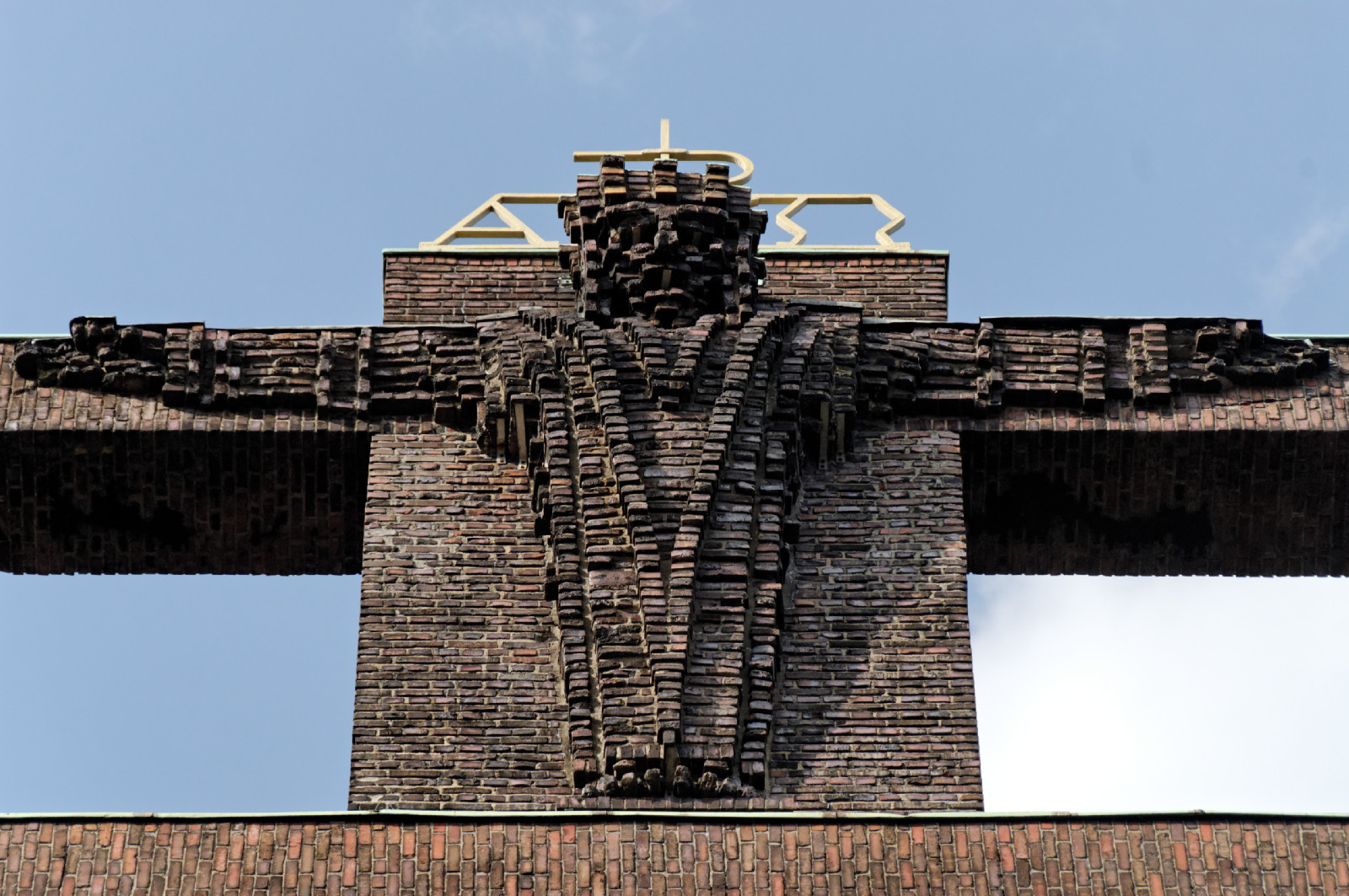
Ceglana figura Chrystusa na wieży kościoła Świętego Krzyża
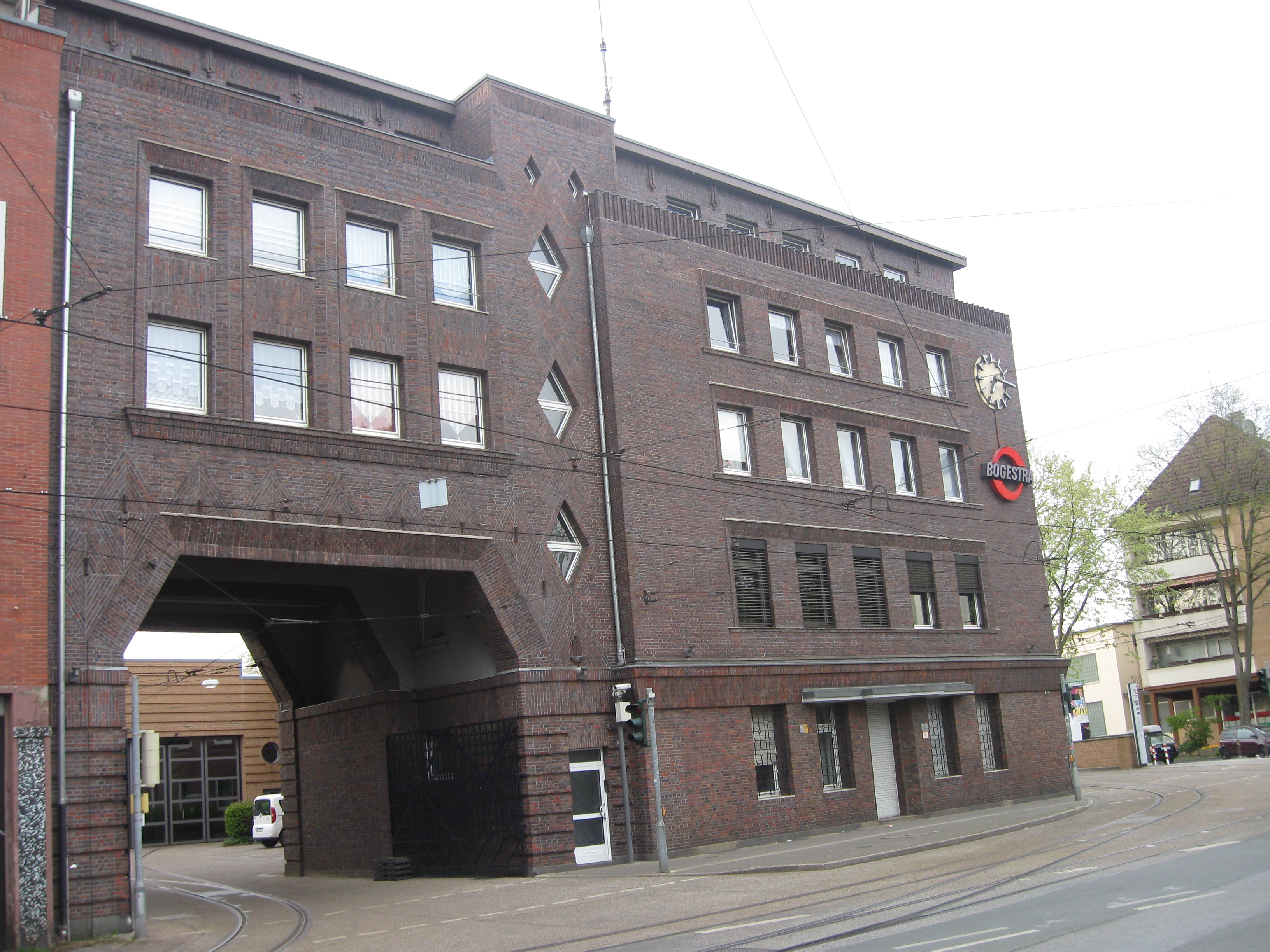
Zajezdnia tramwajowa w Gelsenkirchen (1925–1926)
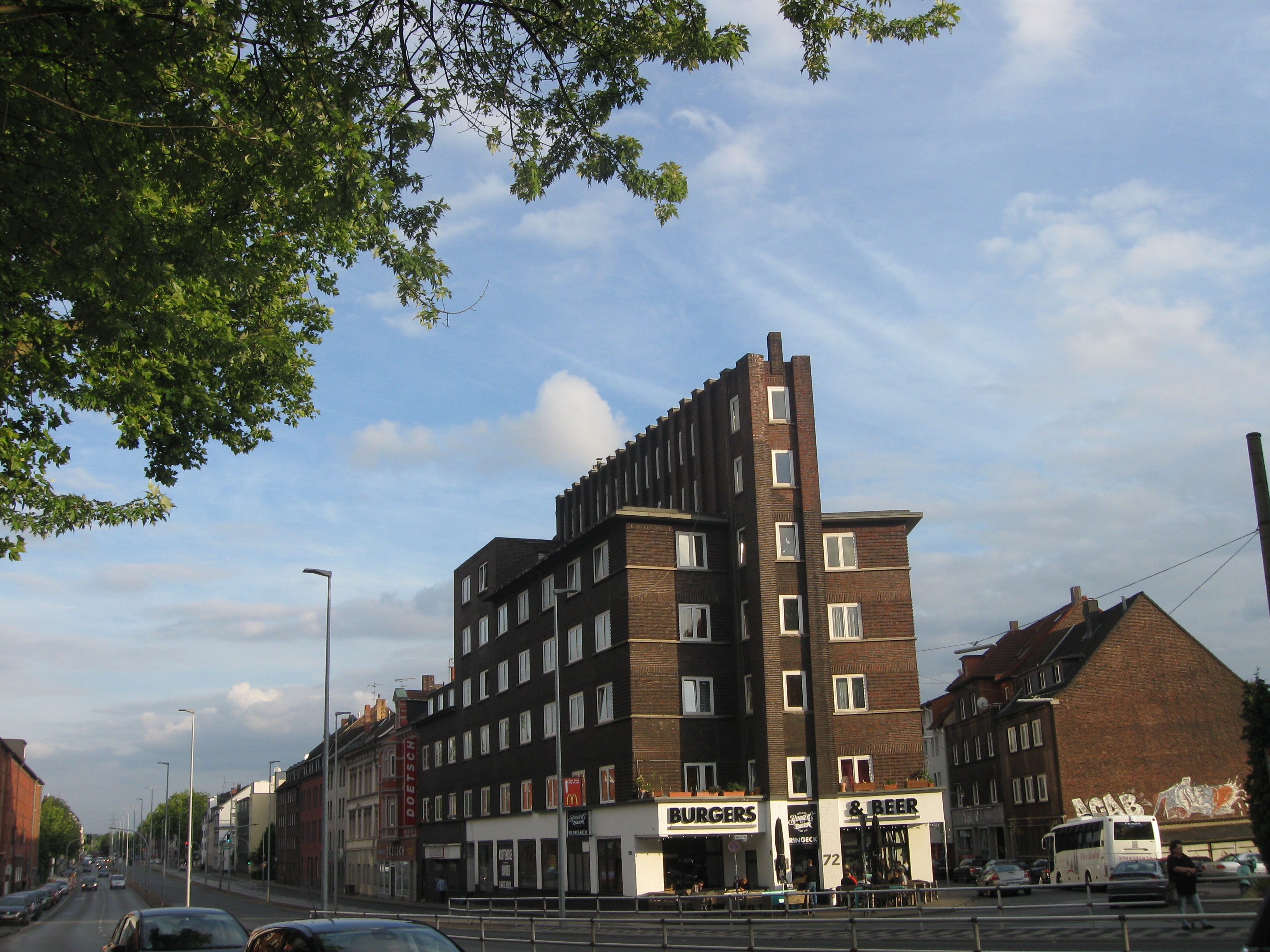
Budynek mieszkalno-usługowy Ring-Eck w Gelsenkirchen (1928)
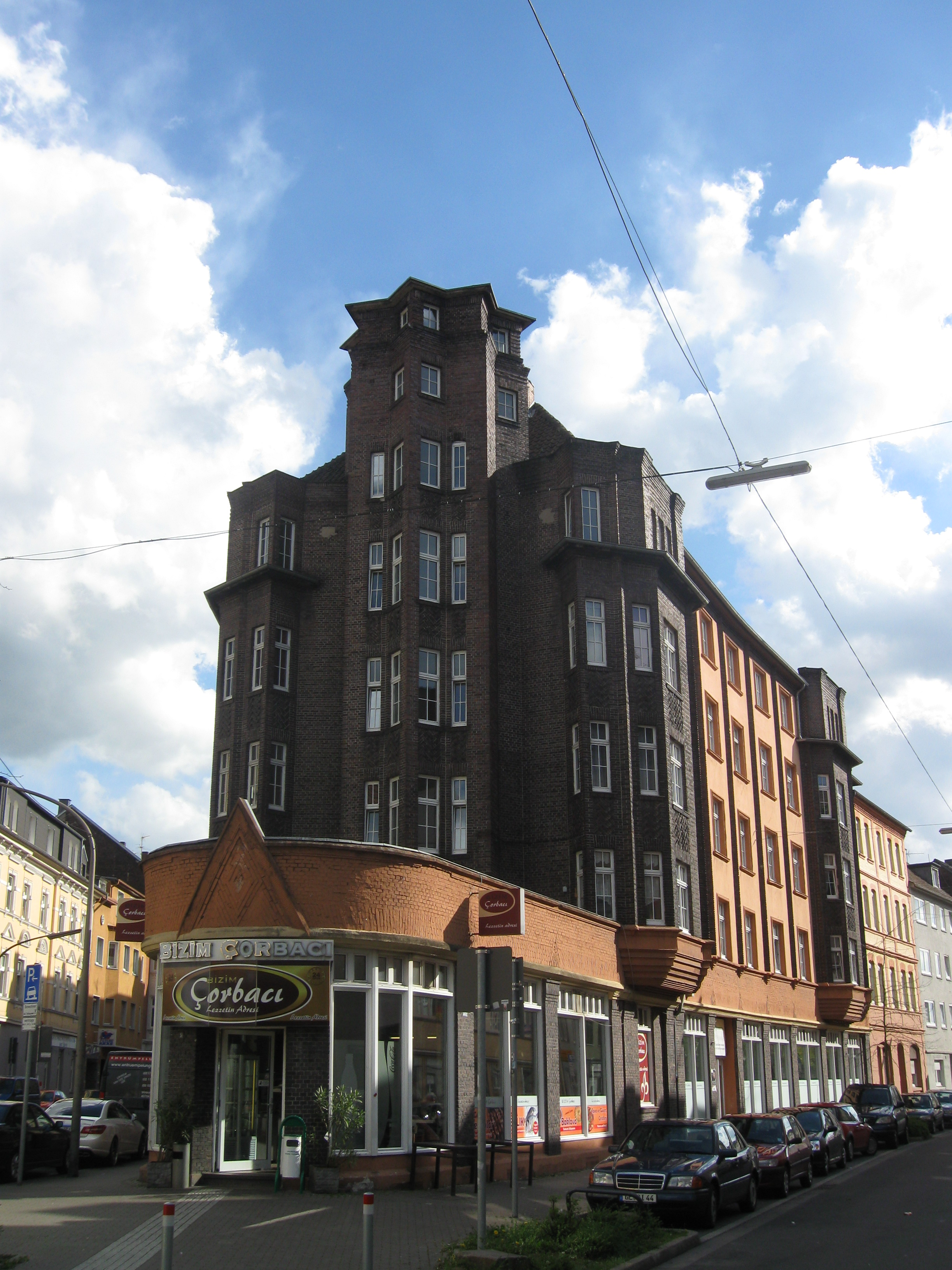
Hauptstrasse 80, Gelsenkirchen (1926-1927)
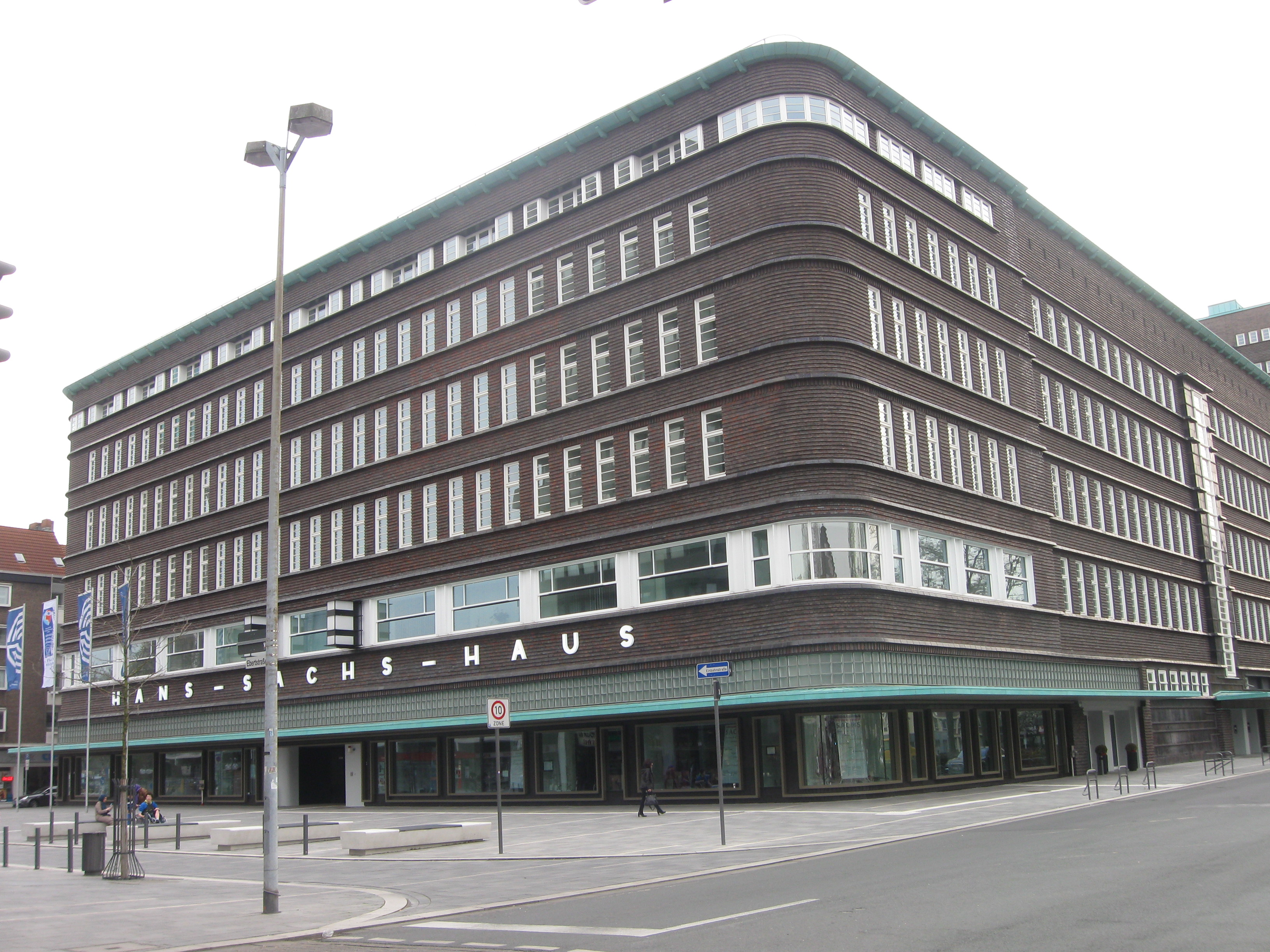
Hans-Sachs-Haus, Gelsenkirchen (1924-1927)
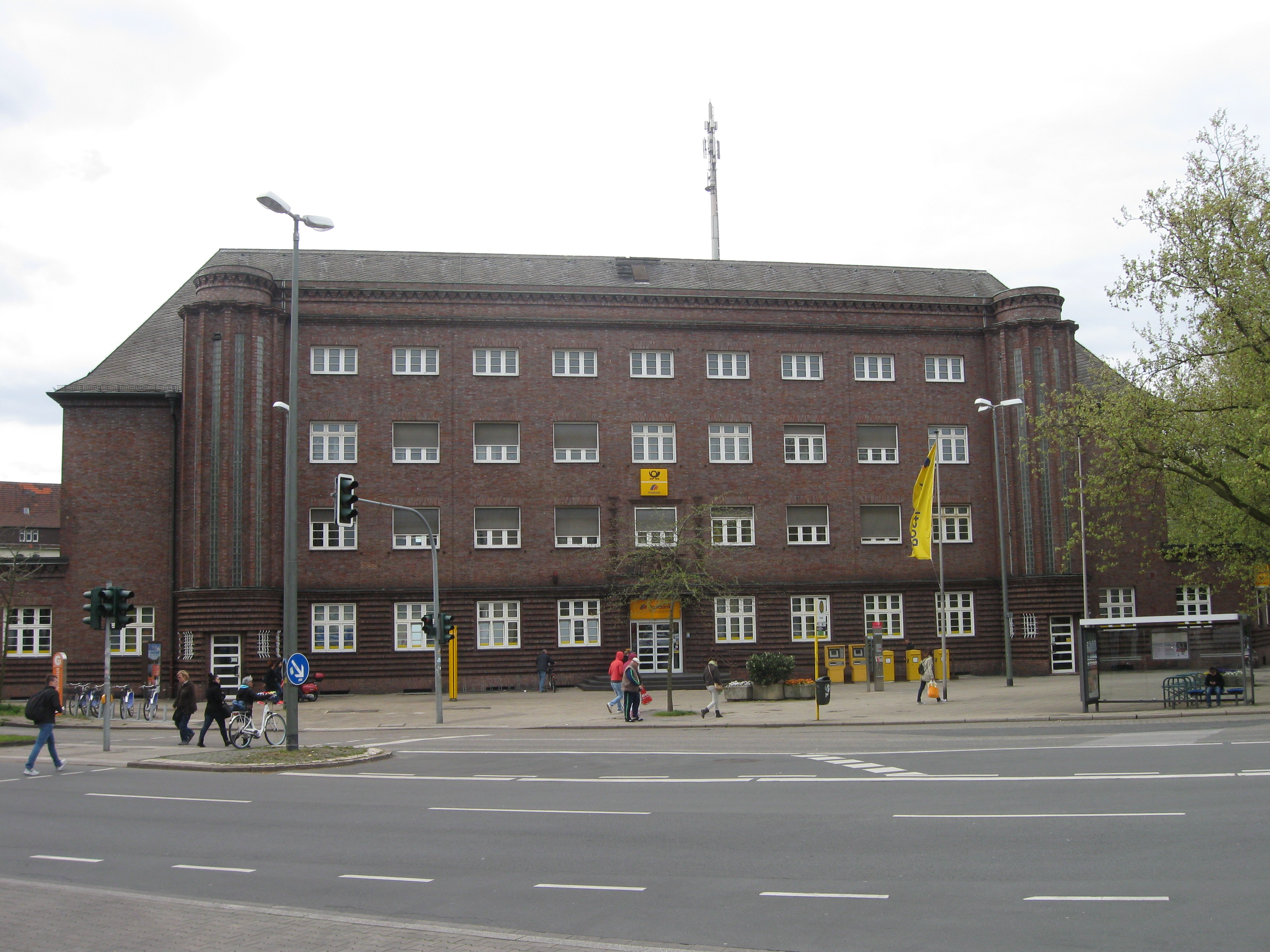
Poczta Główna w Buer (1927)
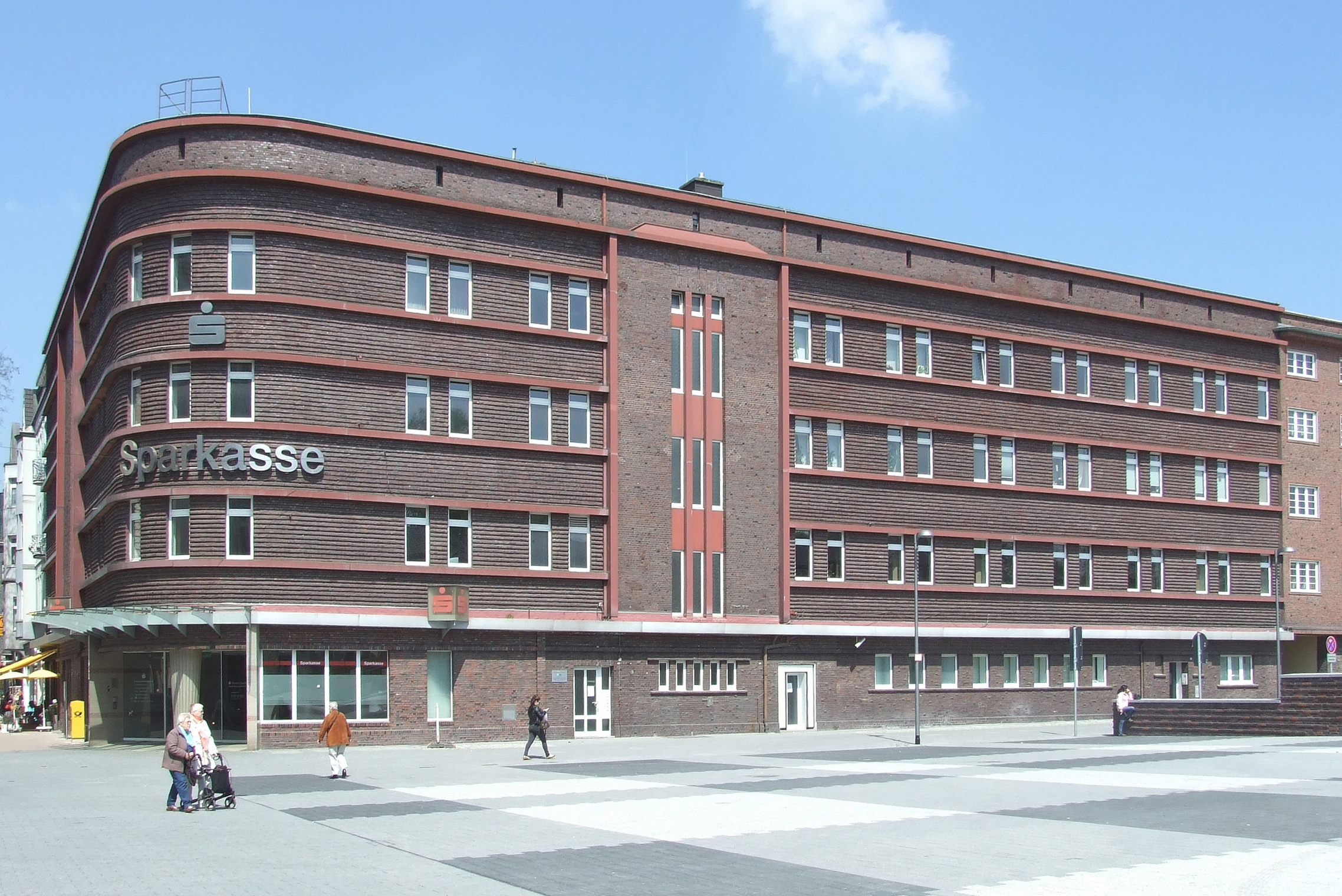
Bank w Wanne-Eickel (1926-1928)
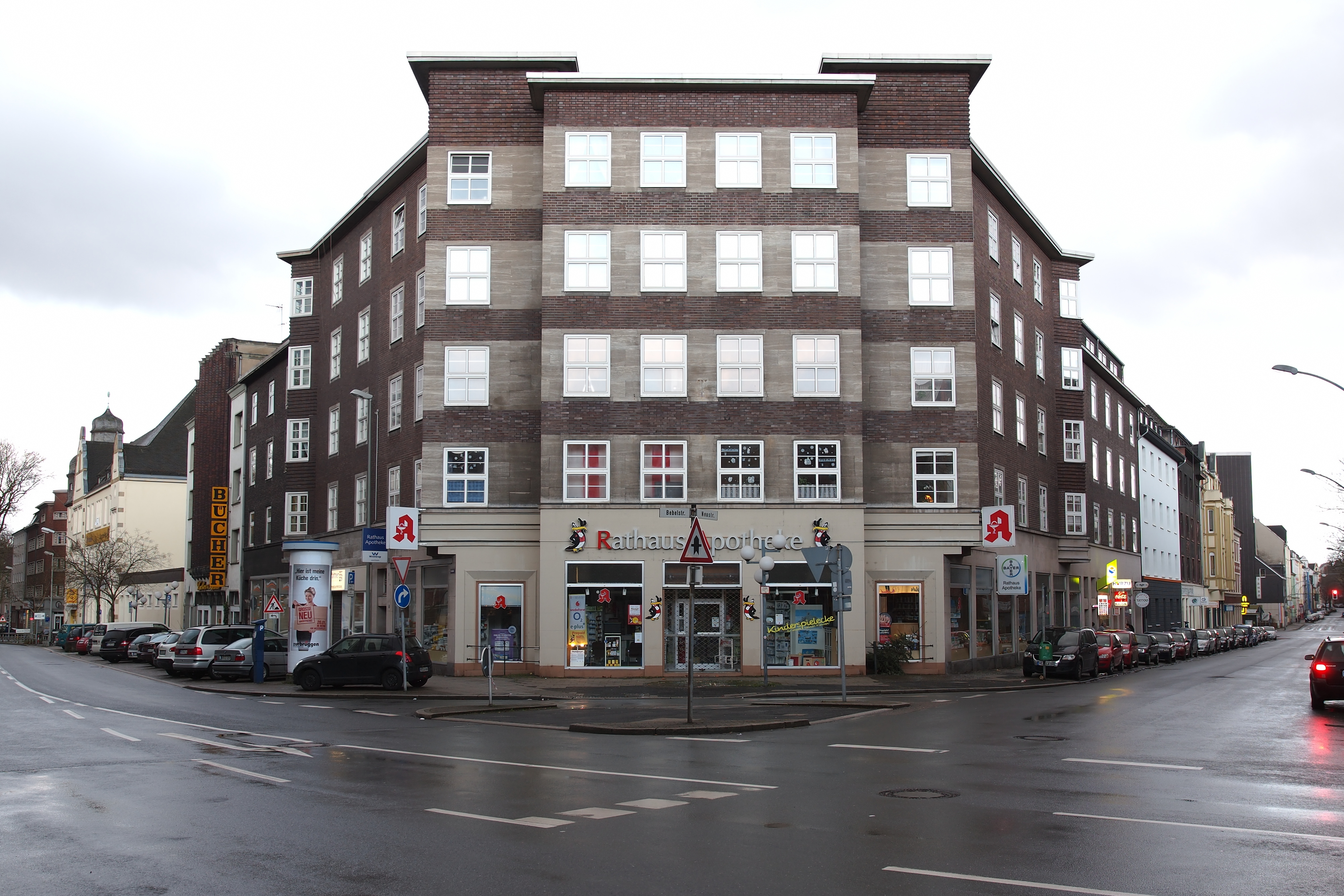
Hansa-Haus w Herne (1927-28)
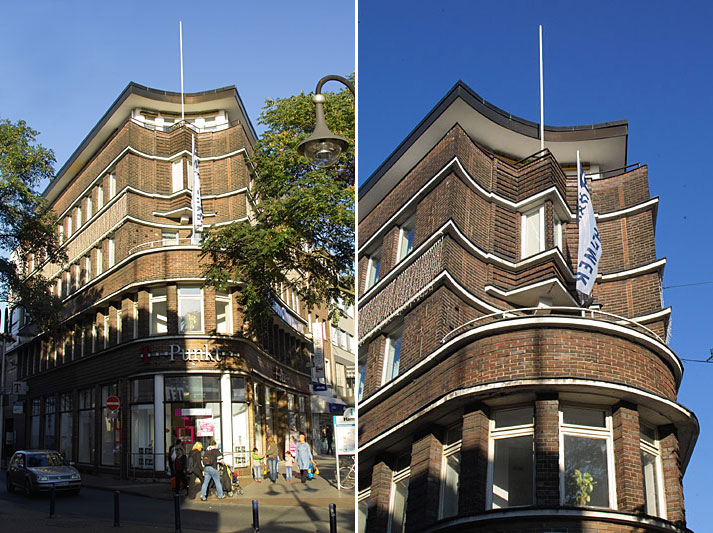
Budynek handlowy Lommel w Hamm, proj. Max Krusemark (1927)
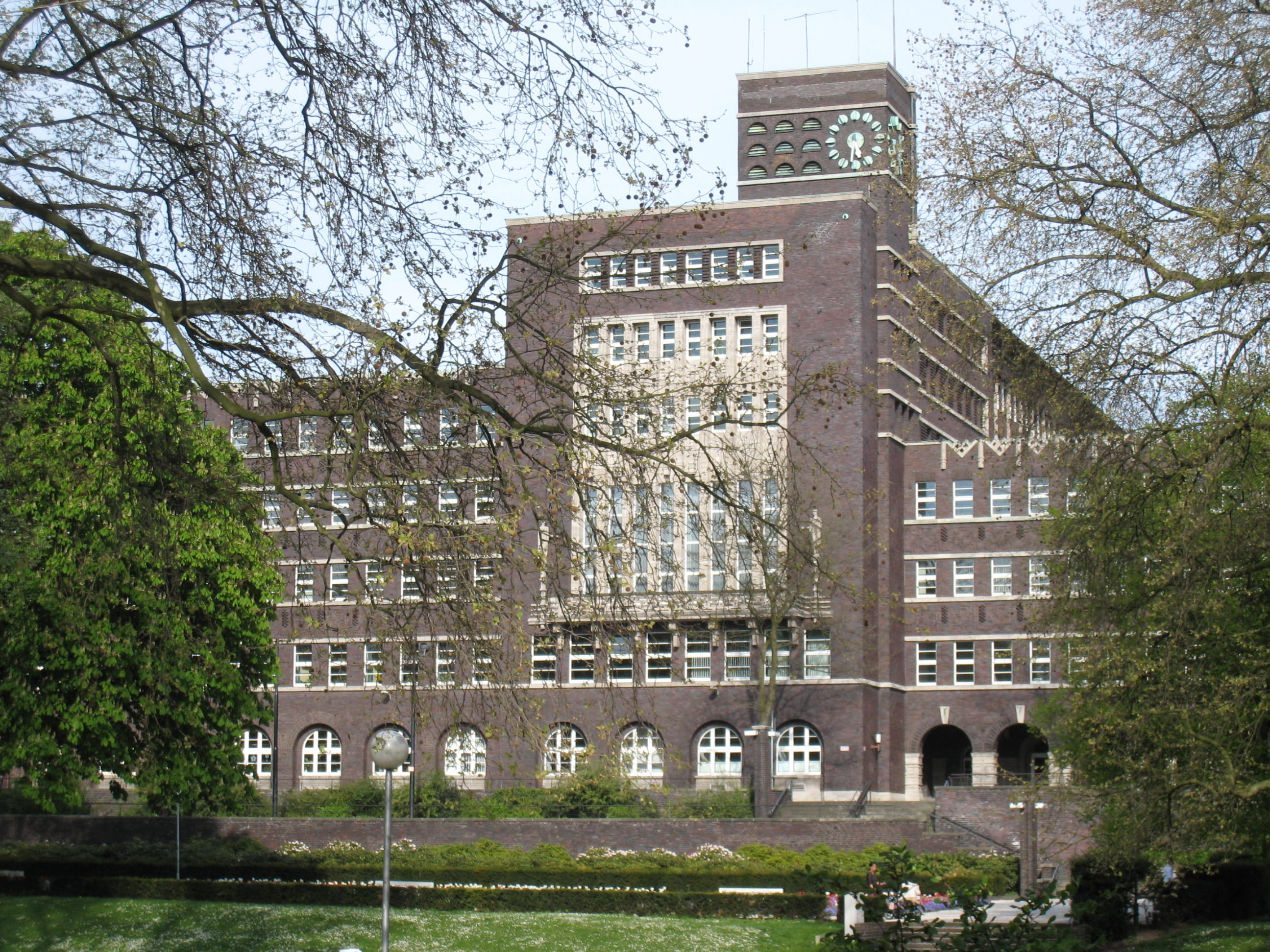
Ratusz w Oberhausen (1927–1930)
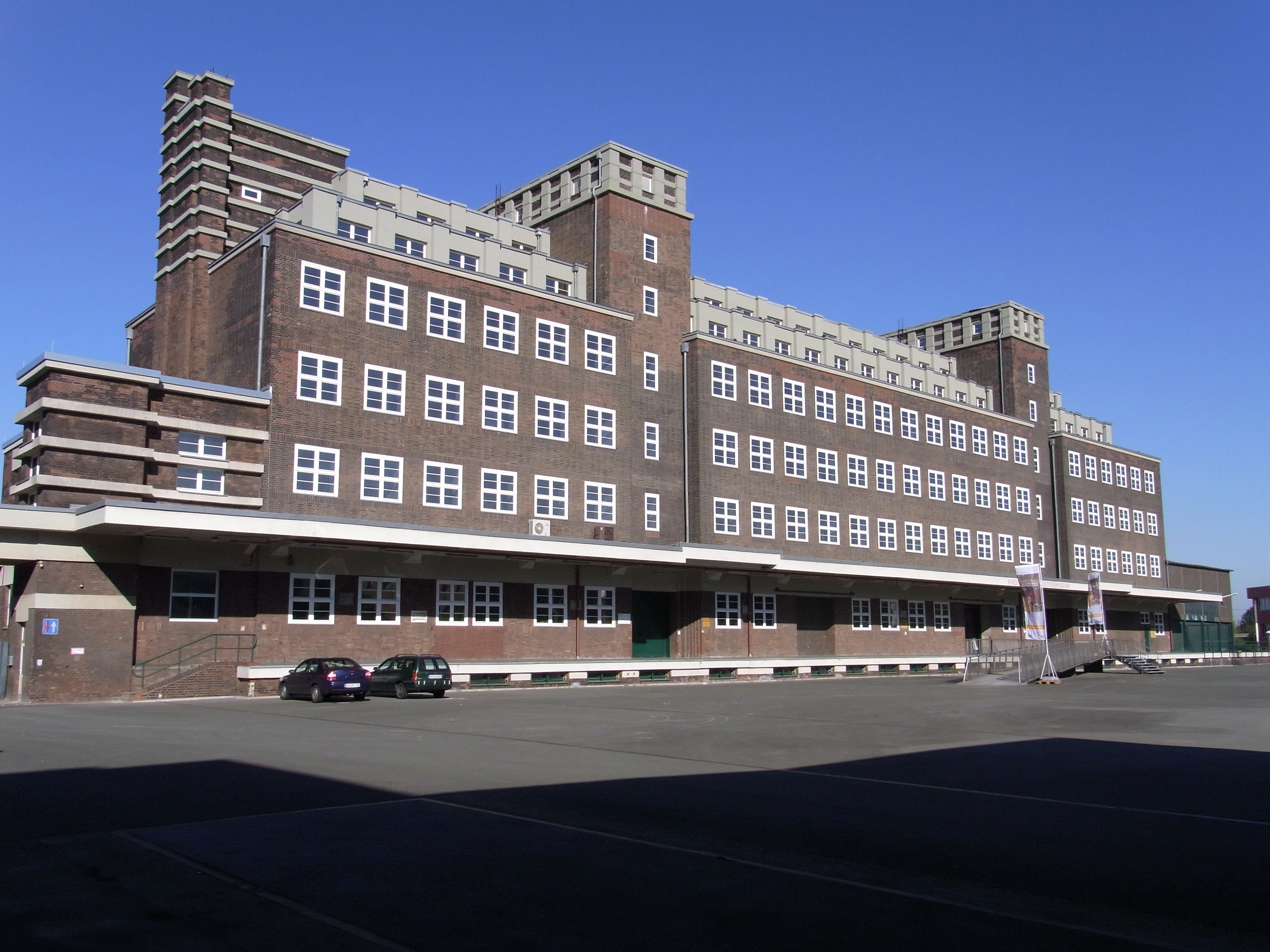
Główny magazyn GHH, proj. Peter Behrens (1921–1925)
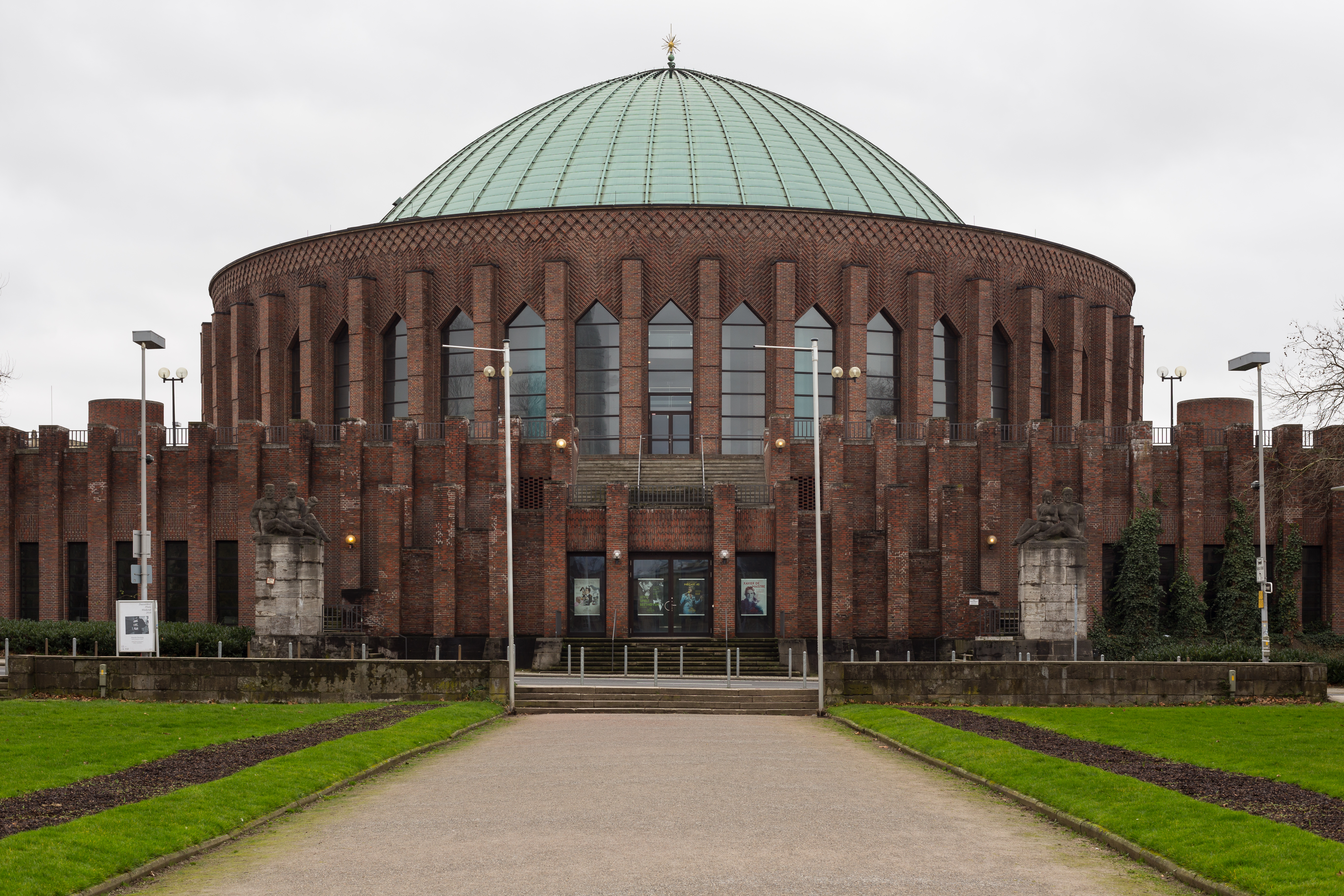
Tonhalle Düsseldorf, proj. Wilhelm Kreis (1925-1926)
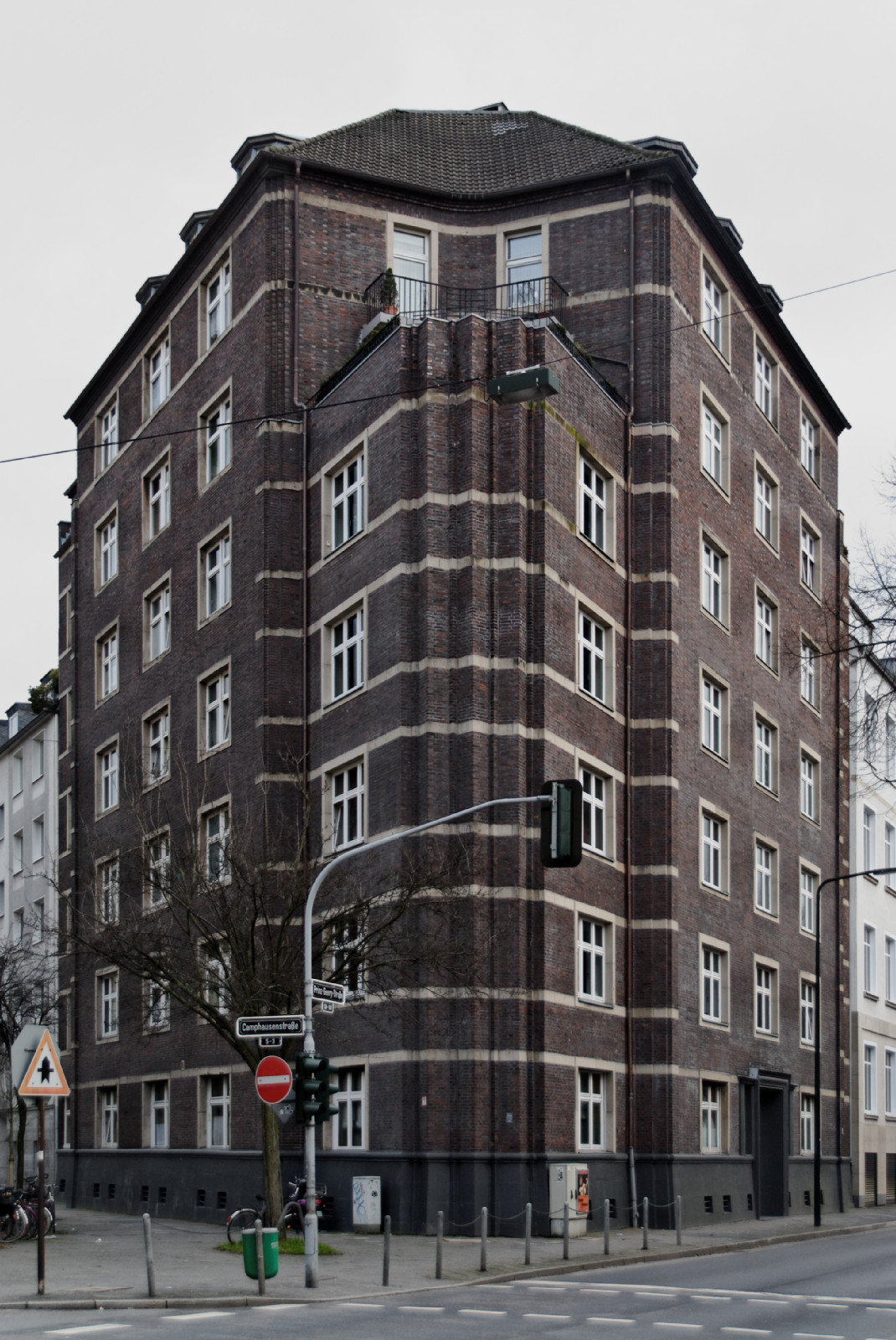
Prinz-Georg-Strasse 100, Düsseldorf (1924-1925)

### Berlin

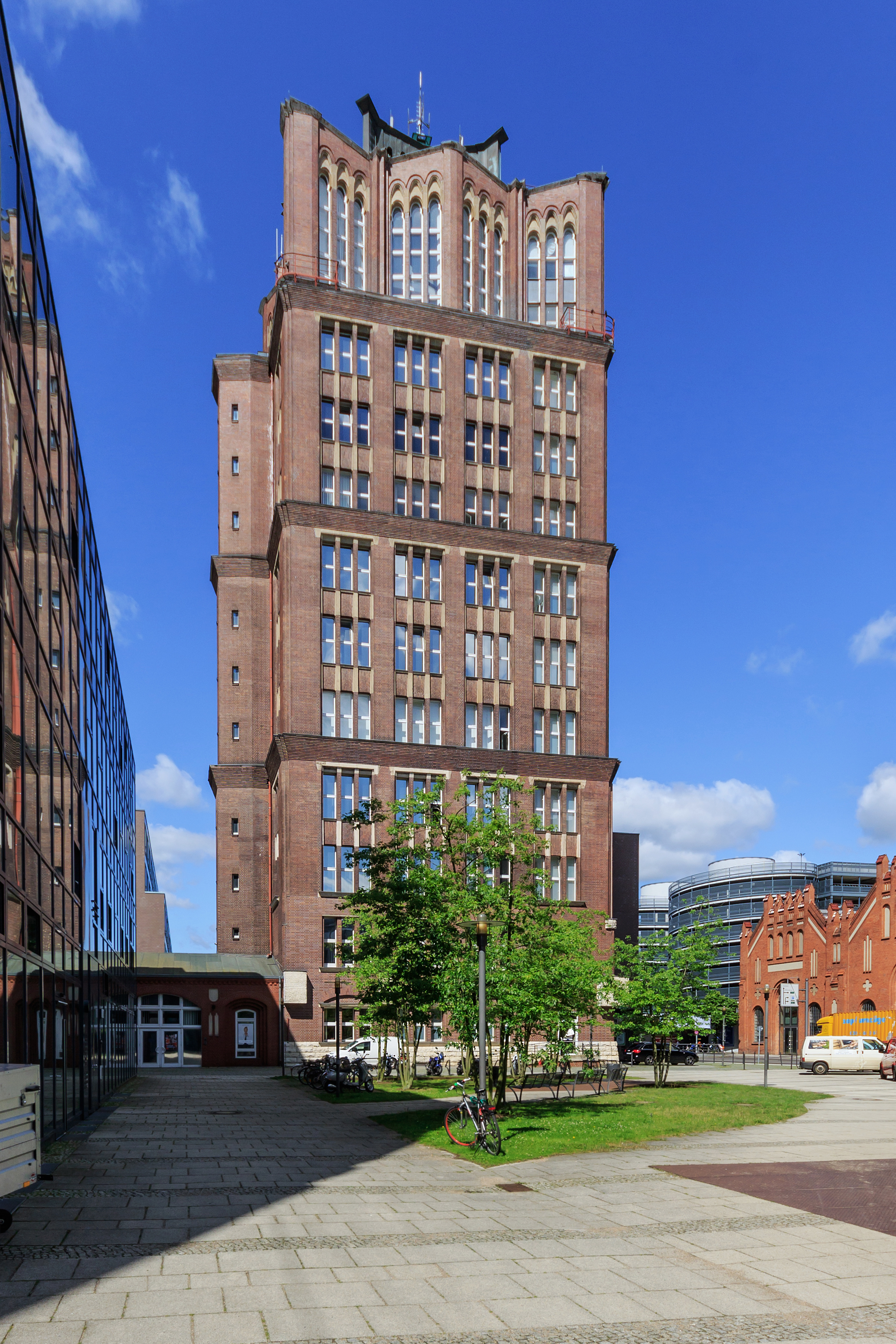
Borsigturm w Berlinie-Tegel

Przykłady ekspresjonizmu ceglanego w Berlinie:
- Borsigturm (biurowiec Borsigwerke) w Tegel, proj. Eugen Schmohl, zbud. 1922–1925.
- Centrala telefoniczna na Winterfeldtstraße w Schöneberg, proj. Otto Spalding i Kurt Kuhlow, zbud. 1922-1929[2].
- Ullsteinhaus w Tempelhof, proj. Eugen Schmohl, zbud. 1925–1927.
- Biurowiec Reichspostzentralamt (Centralnego Urzędu Pocztowego) w Tempelhof, proj. Edmund Beisel i Karl Pfuhl, zbud. 1925–1928.
- Kościół Świętego Krzyża w Schmargendorf, proj. Ernst i Günther Paulus, zbud. 1927–1929.
- Haus des Rundfunks (centrum nadawcze) w Westend, proj. Hans Poelzig, zbud. 1929–1931.
- Kościół na Hohenzollernplatz w Wilmersdorf, proj. Ossip Klarwein, zbud. 1930–1934.

### Polska
Przykłady ekspresjonizmu ceglanego w Polsce:
- Urząd Pocztowy we Wrocławiu, proj. Lothar Neumann, zbud. 1927–1929[3]
- Budynek Kasy Chorych w Gdańsku, proj. Adolf Bielefeldt, zbud. 1925-1926.
- dawna poczta w Gdańsku (ul. Mickiewicza 5), proj. Adolf Bielefeldt, zbud. 1930[4].
- Sanatorium w Gdańsku (Szpital Marynarki Wojennej), proj. Fritz Höger, zbud. 1931.
- Kościół św. Józefa w Zabrzu, proj. Dominikus Böhm, zbud. 1930-1931[5] .
- budynek dawnego Liceum Maryjnego w Gliwicach (ul. Królowej Bony 13), zbud. 1927-1929[6].
- Kościół św. Antoniego Padewskiego w Sławnie, proj. Diedrich Suhr, zbud. 1925-1928[7].

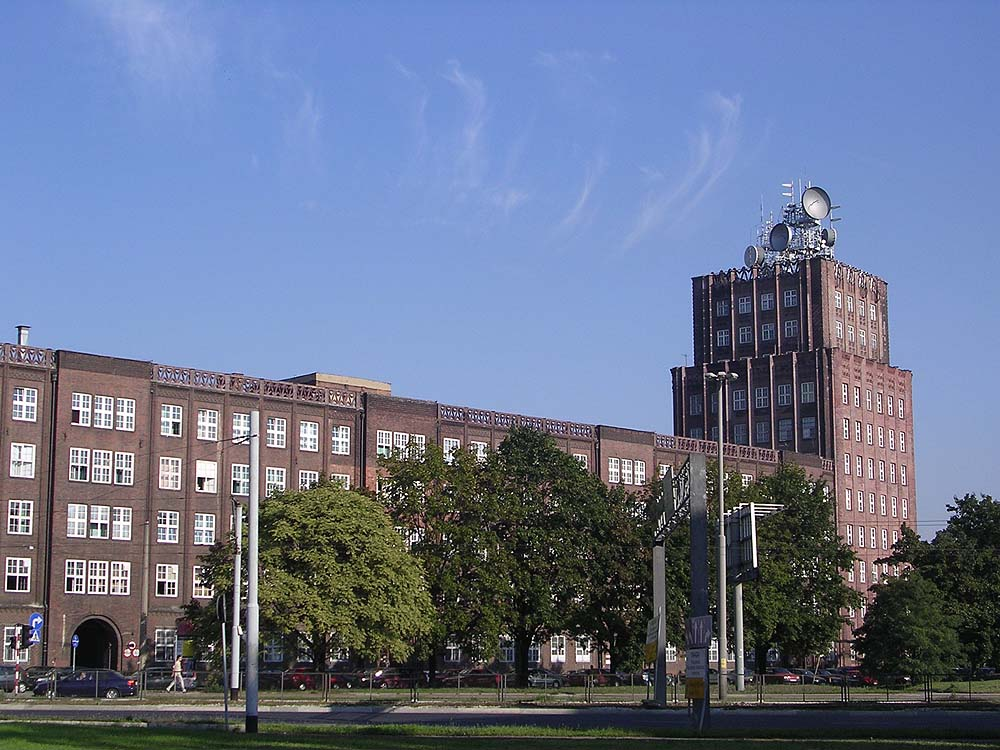
Dawny Urząd Pocztowy we Wrocławiu, obecnie Muzeum Poczty i Telekomunikacji
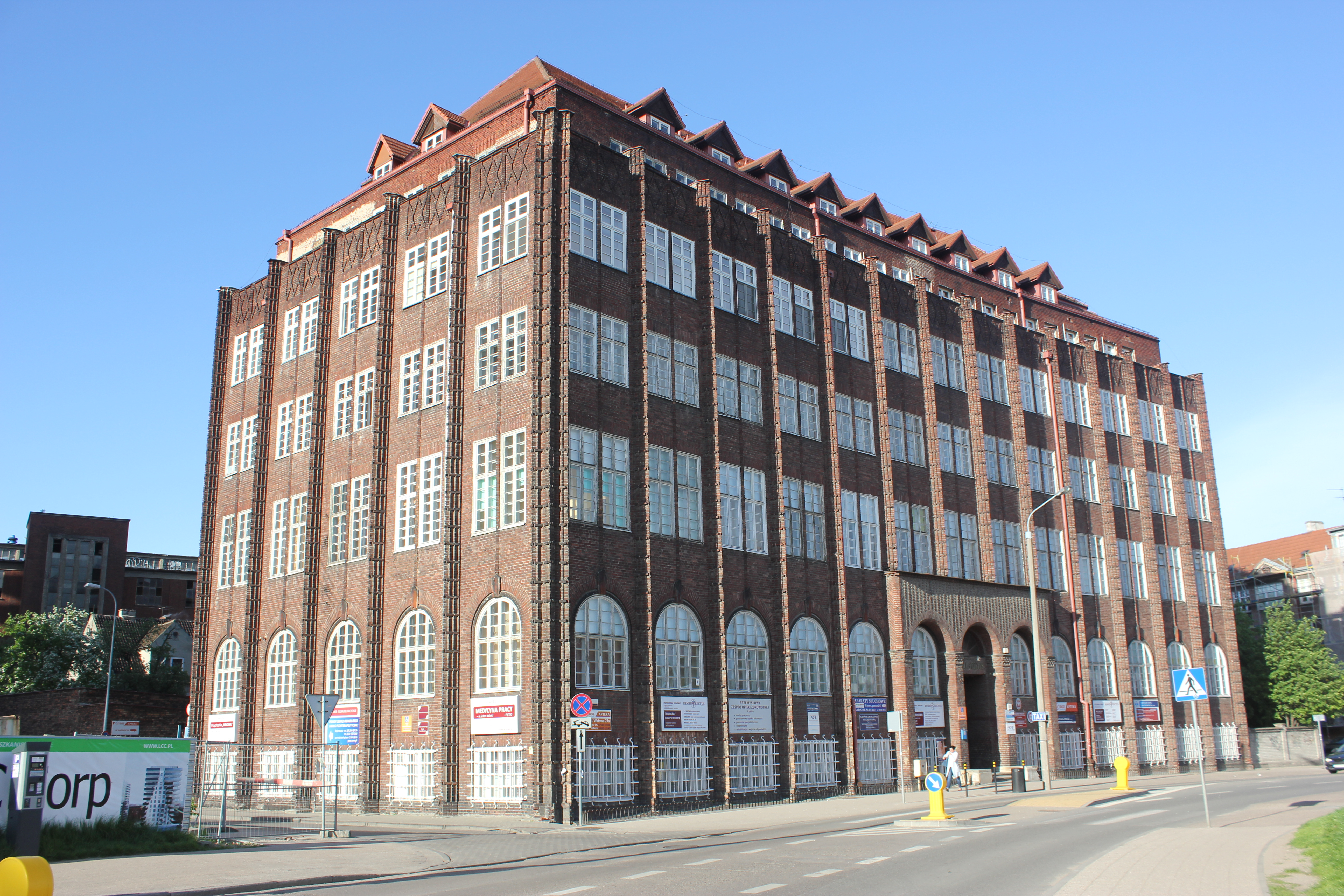
Budynek Kasy Chorych w Gdańsku
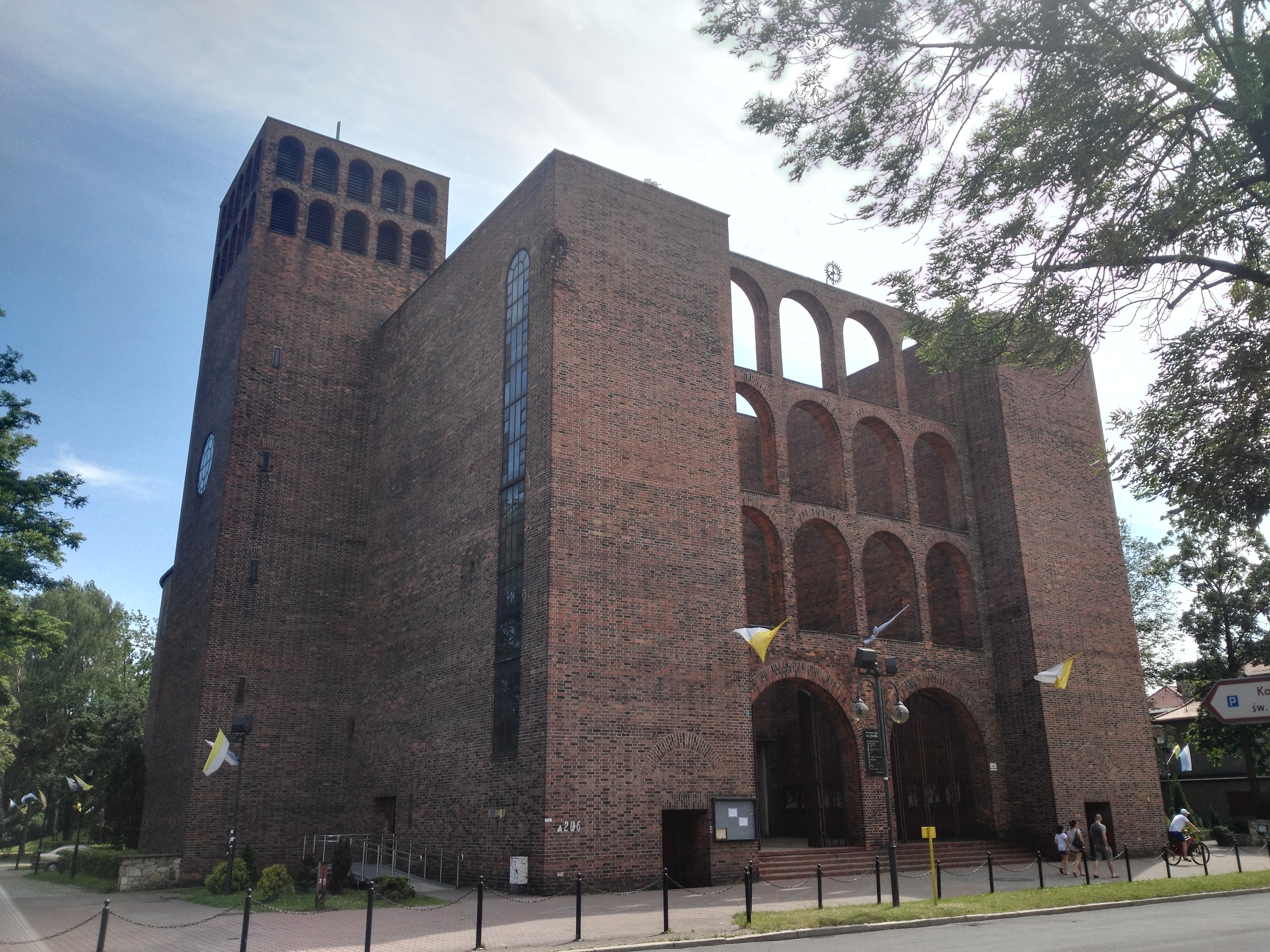
Kościół św. Józefa w Zabrzu
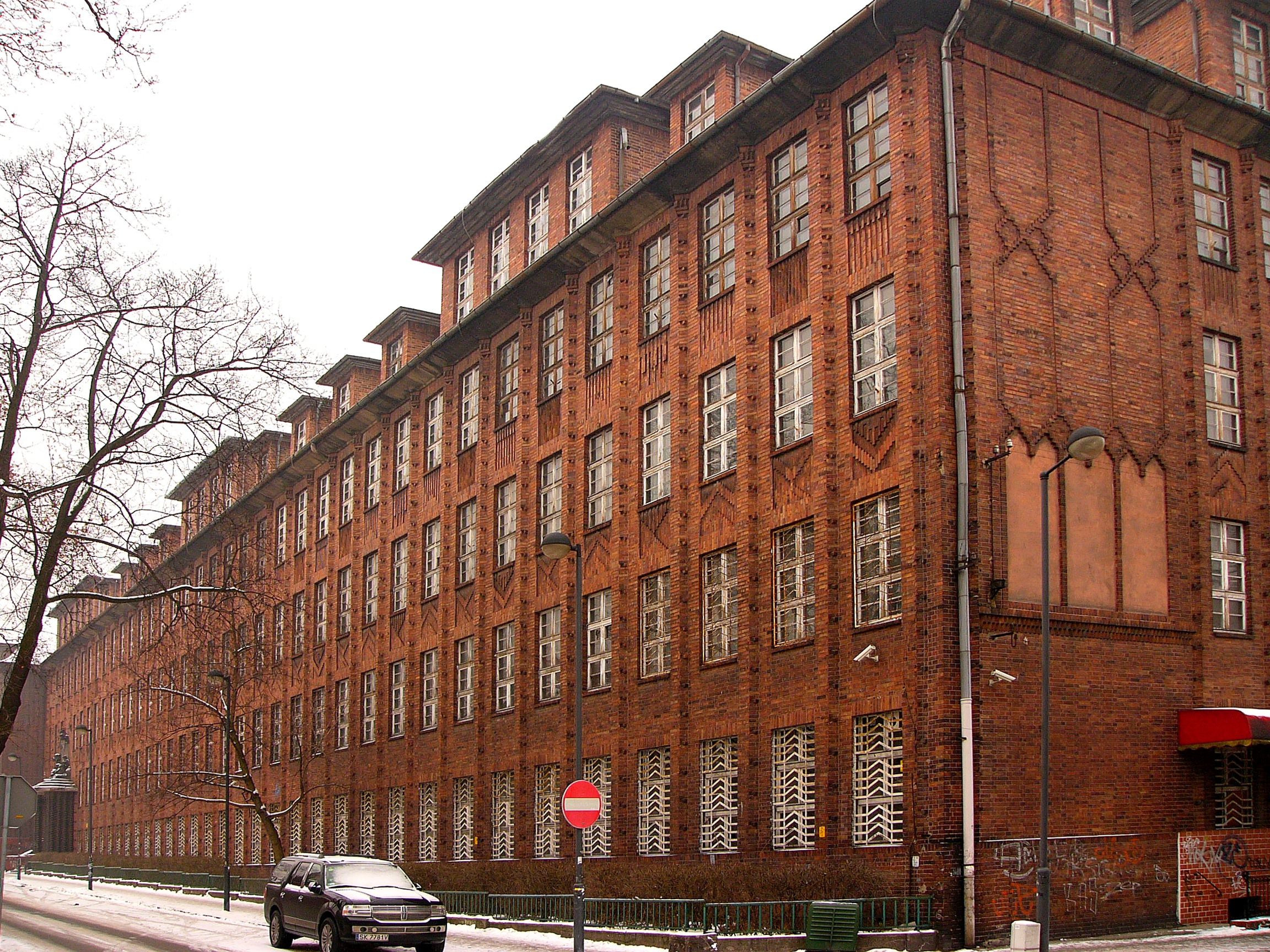
Dawne Liceum Maryjne w Gliwicach
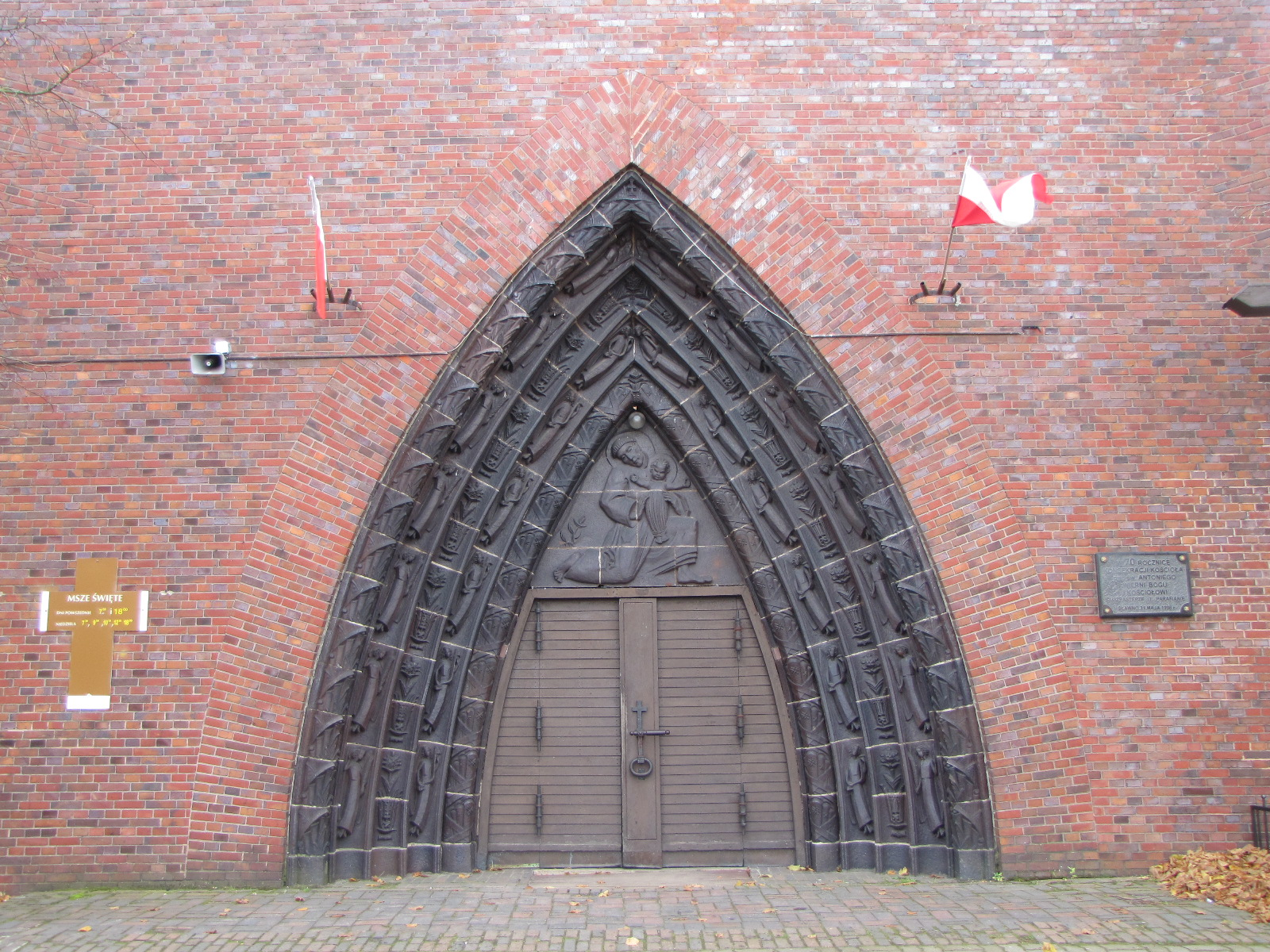
Portal kościoła św. Antoniego Padewskiego w Sławnie
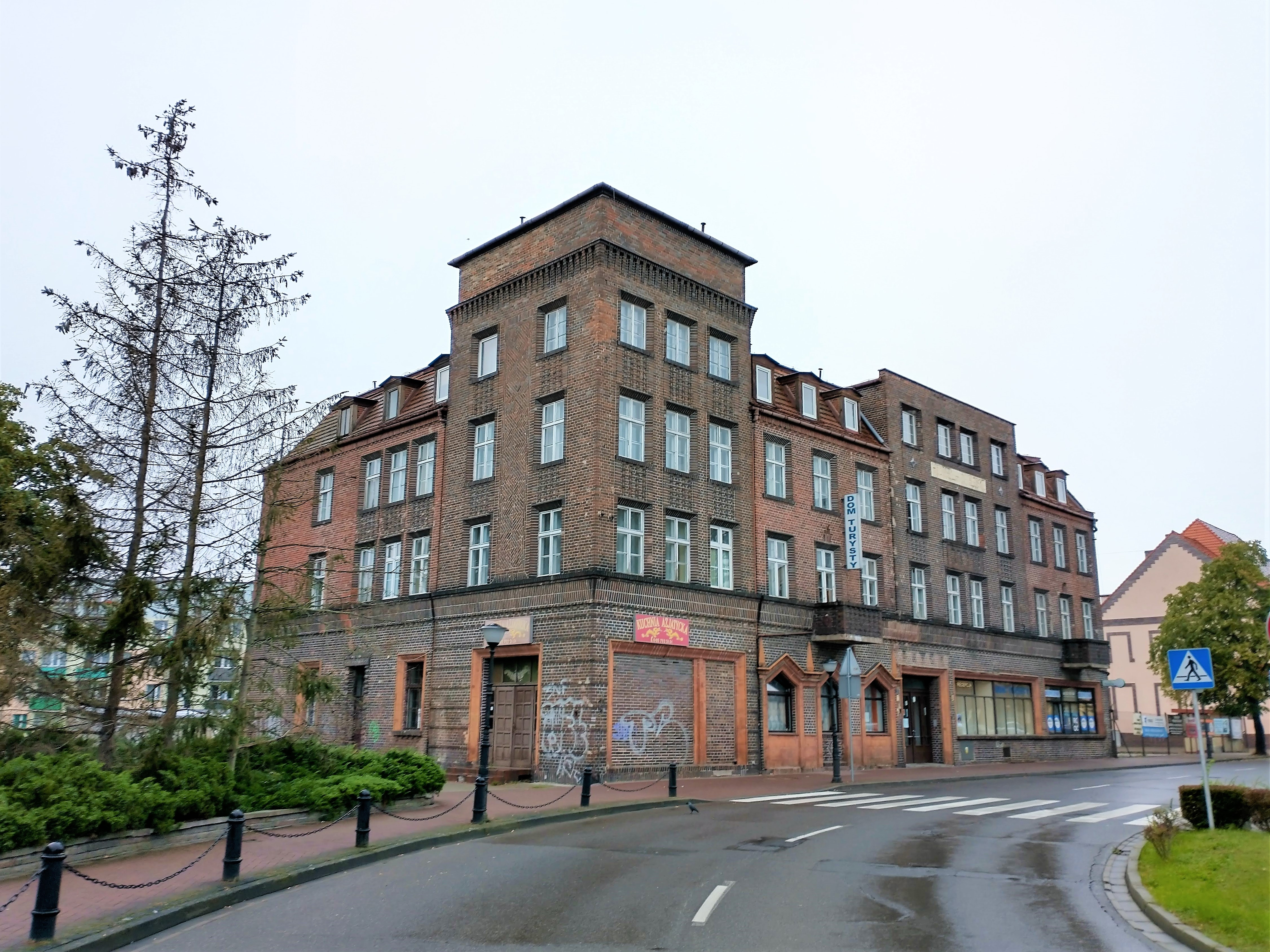
Dom Turysty w Kostrzynie nad Odrą
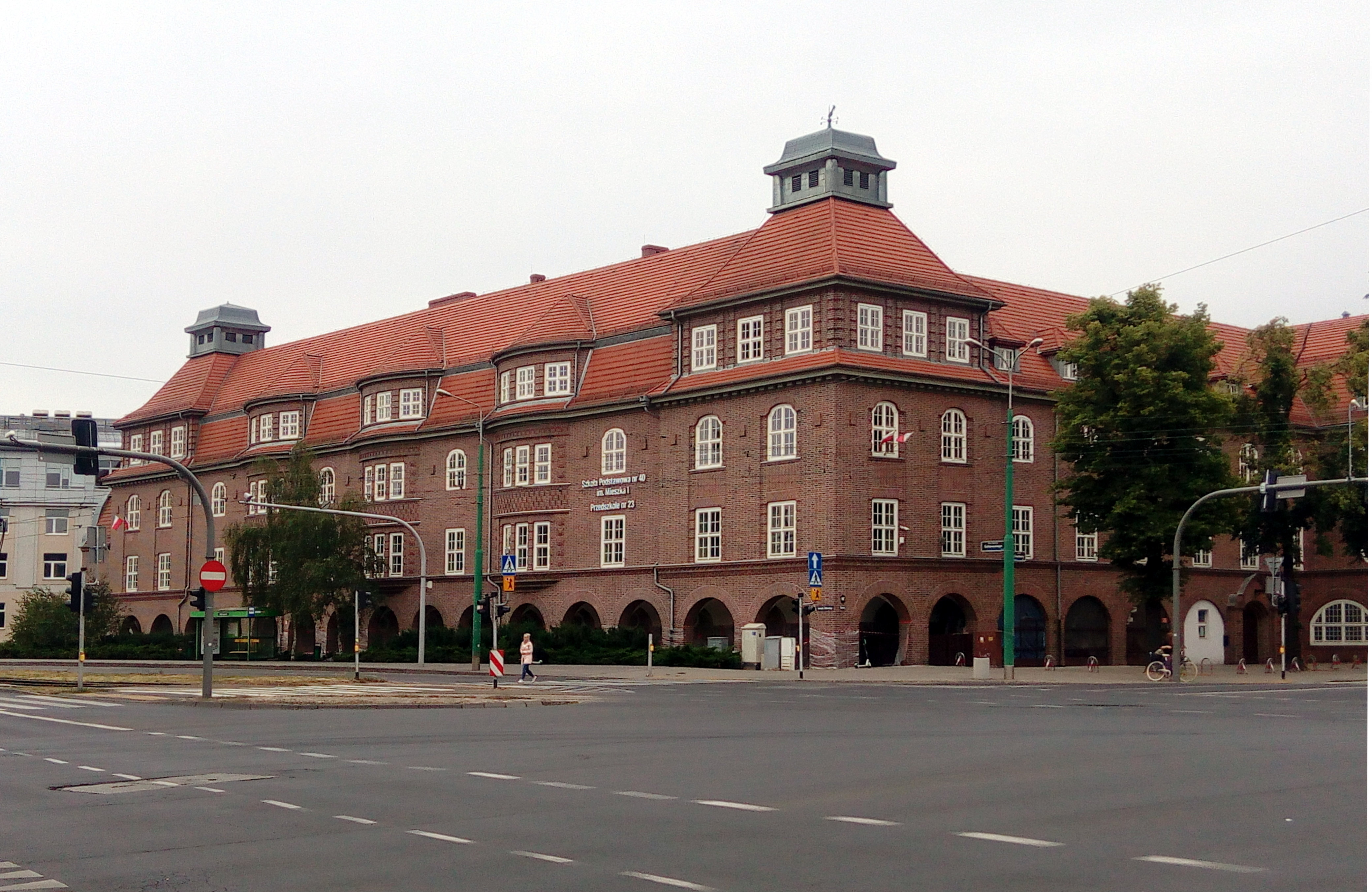
Szkoła im. Mieszka I w Poznaniu

## Architekci
- Peter Behrens
- Dominikus Böhm (Kolonia, Zagłębie Ruhry, Szwabia, Hesja)
- Karl Elkart (Hanower, Bochum)
- Martin Elsaesser (południowe Niemcy)
- Alfred Fischer (Essen, Zagłębie Ruhry)
- Josef Franke (Gelsenkirchen, Zagłębie Ruhry)
- Walter Frese (Nadrenia, Berlin)
- Fritz Höger (północne Niemcy i Hamburg)
- Bernhard Hoetger (Böttcherstraße w Bremie i Worpswede)
- Michel de Klerk (Amsterdam)
- Per Kirkeby (Dania, Niemcy)
- Edmund Körner (Zagłębie Ruhry)
- Wilhelm Kreis (Nadrenia i Westfalia)
- Max Krusemark (Münsterland, Westfalia)
- Paul Mebes (Berlin, Bochum, Lipsk)
- Hans Heinrich Müller (Berlin)
- Lothar Neumann (Wrocław)
- Hans Poelzig (Berlin, Wrocław)
- Wilhelm Riphahn (Kolonia)
- Fritz Schumacher (Hamburg)
- Theodor Veil (południowe Niemcy i Akwizgran)

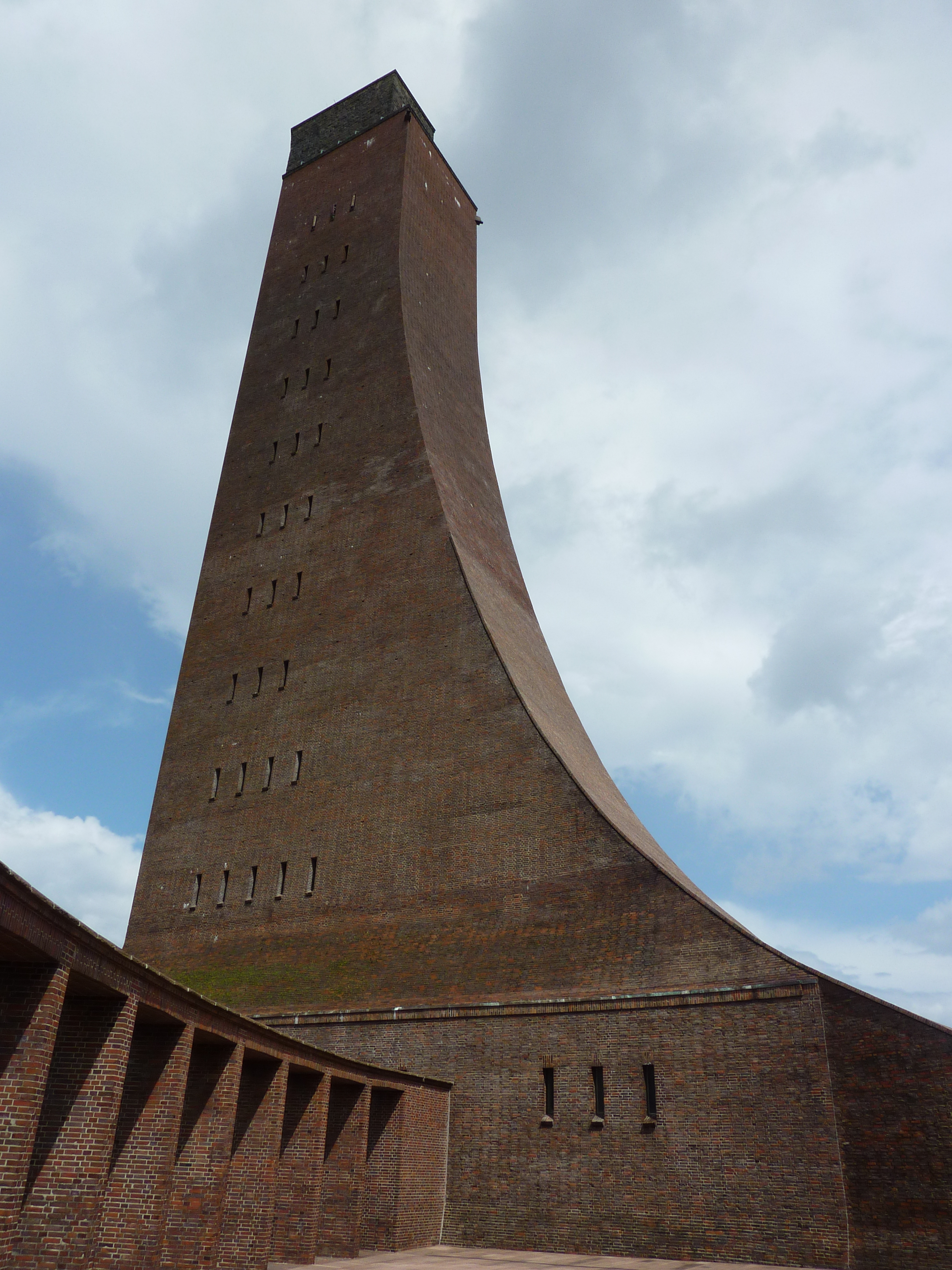
Pomnik w Laboe
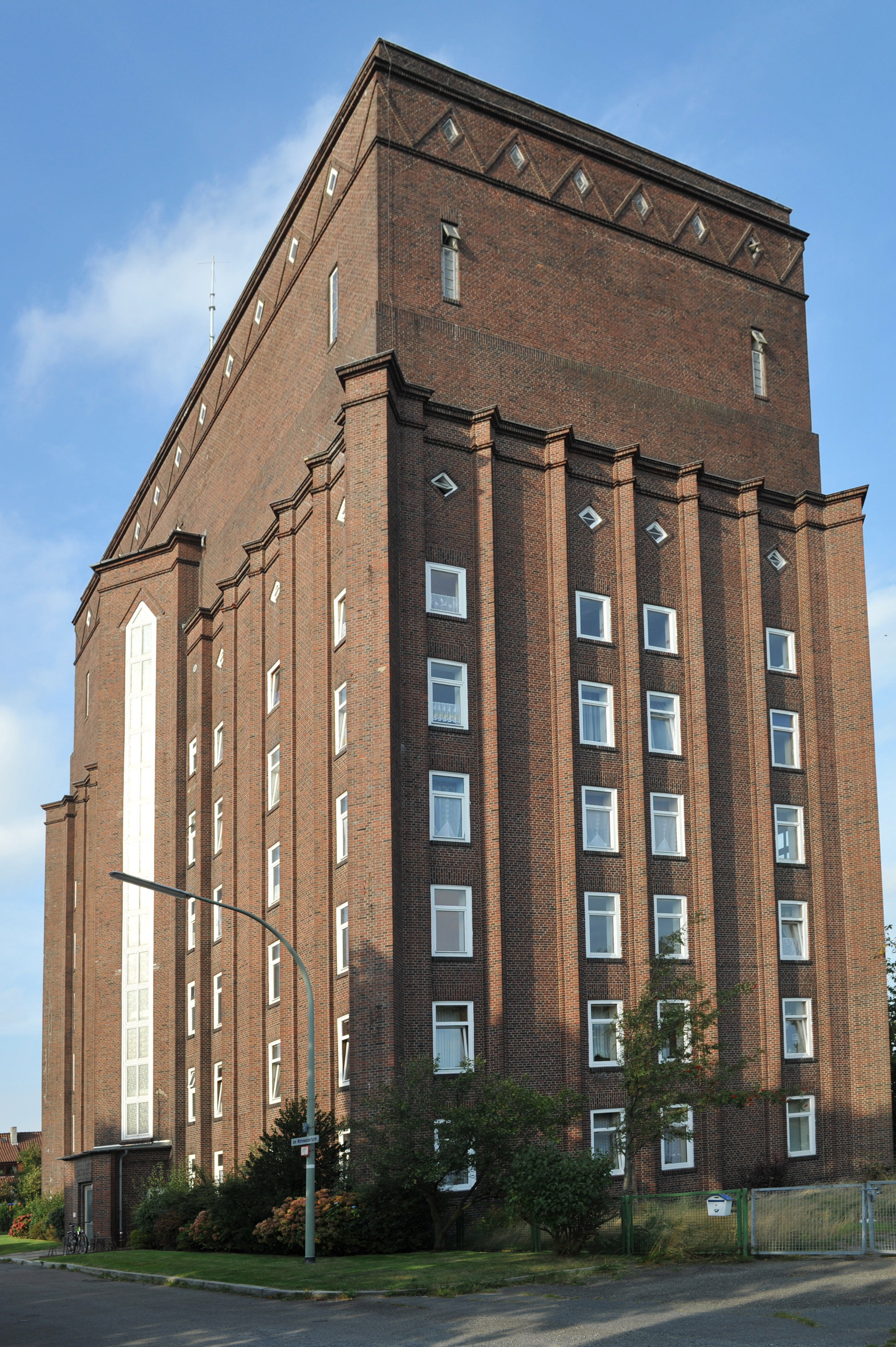
Mieszkalna wieża ciśnień w Bremerhaven-Wulsdorf
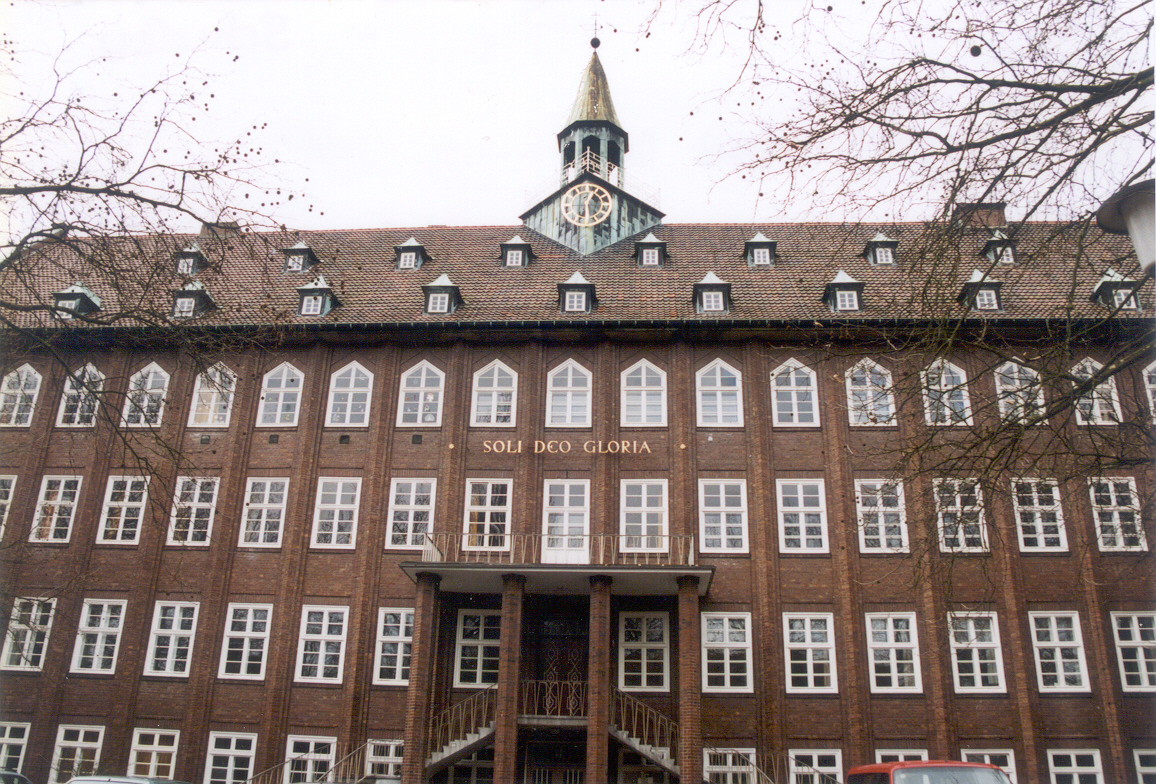
Szkoła w Gütersloh
Ornament w kształcie gwiazdy w Lipsku
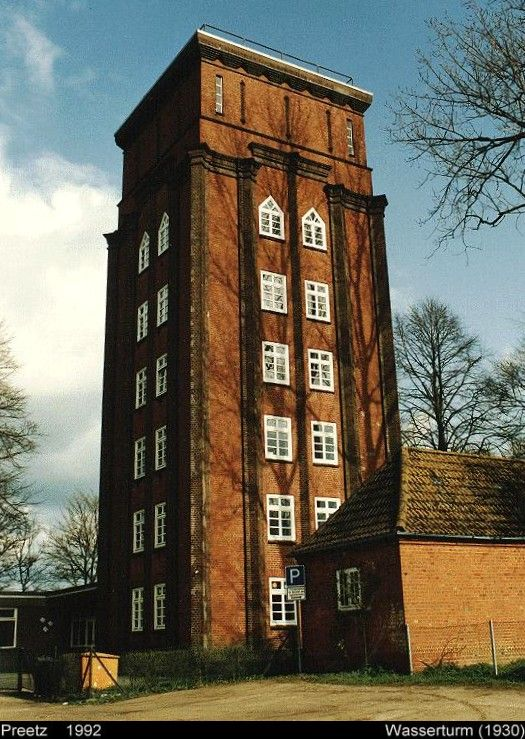
Mieszkalna wieża ciśnień w Preetz
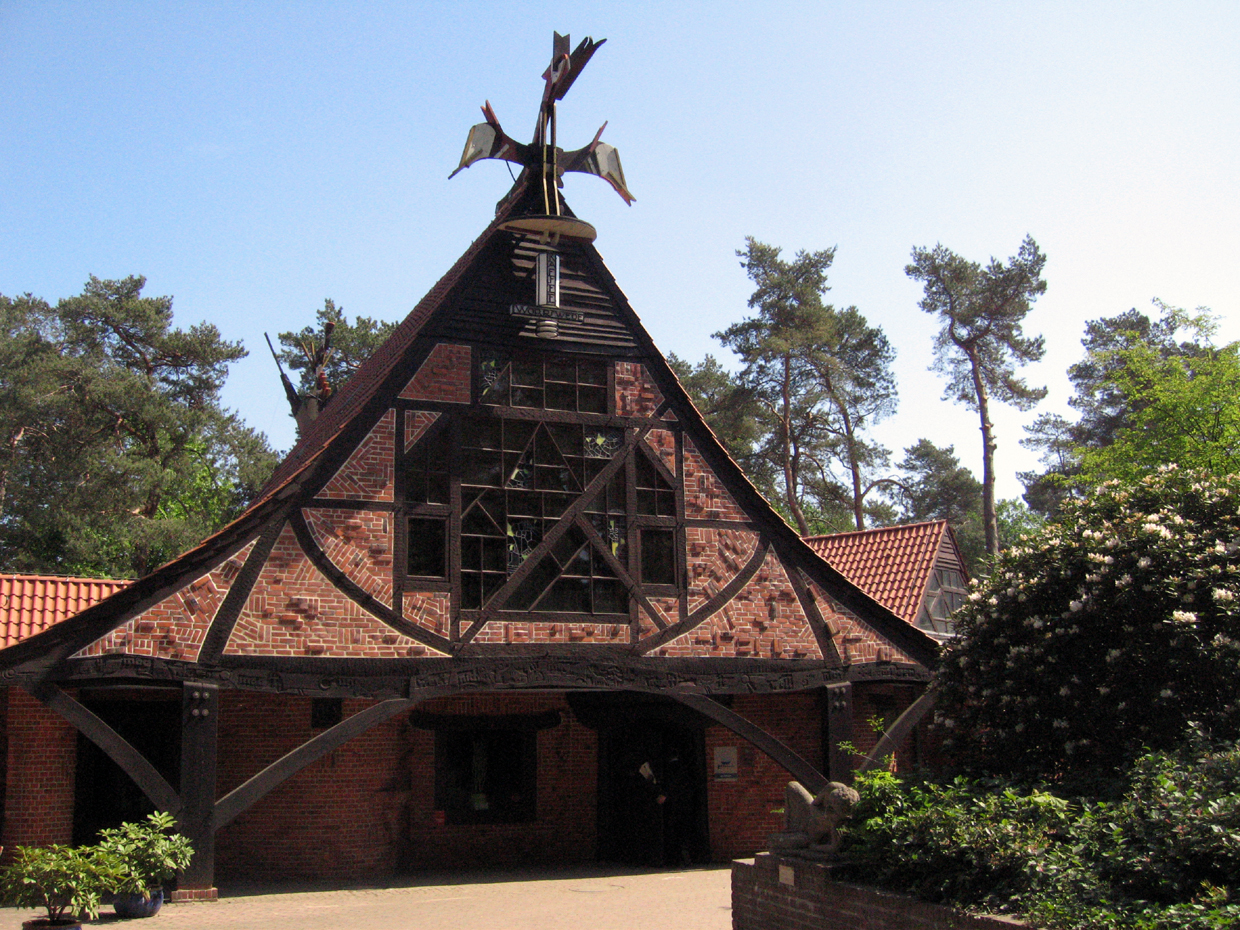
Café Verrückt w Worpswede, proj. Bernhard Hoetger
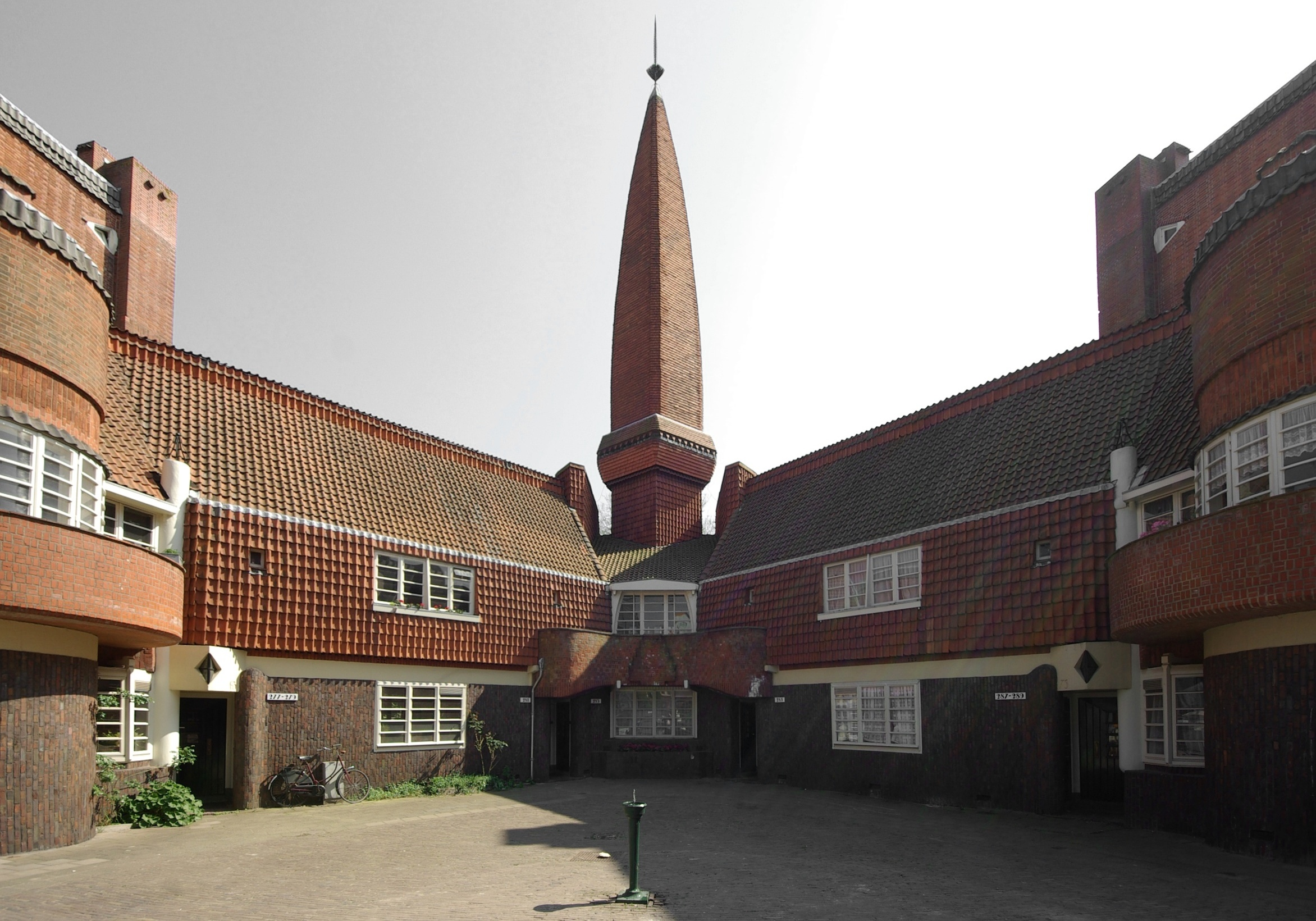
Het Schip w Amsterdamie, proj. Michel de Klerk (1917–1920)